# Prefectura de Yamaguchi
La prefectura de Yamaguchi (山口県 Yamaguchi-ken?) es una de las cinco prefecturas que componen la región de Chūgoku, en el extremo occidental de la isla de Honshū, en Japón. La capital es la ciudad de Yamaguchi, localizada en el centro de la prefectura. El mayor núcleo urbano, y punto de acceso a la isla de Kyūshū es la ciudad portuaria de Shimonoseki.

## Descripción general
En la antigua división administrativa del Japón (en uso desde el s. VII hasta el comienzo del período Meiji), el territorio que corresponde a la actual Yamaguchi comprendía dos provincias: Nagato y Suō. La denominación resultante al combinar las lecturas del primer ideograma de ambos nombres, Bōchō, sigue utilizándose actualmente para referirse a la prefectura de Yamaguchi.
Ambas provincias son conquistadas a mediados del siglo XVI por el clan Mōri, unificándose en un único territorio, el feudo de Chōshū, durante el período Edo.
Una importante porción de la prefectura pertenece al territorio Sanyō, en la costa del mar interior de Japón, siendo su porción septentrional, que comprende las localidades de Hagi y Nagato, el extremo occidental del territorio San-in.
El centro político-administrativo es la ciudad de Yamaguchi, que ocupa la parte central de la prefectura, mientras que la ciudad de Shimonoseki constituye el principal núcleo de población y centro de actividad económica. El área occidental, con las ciudades de Shimonoseki y Ube, mantiene una estrecha vinculación económica con la vecina prefectura de Fukuoka, en la isla de Kyūshū, gozando la ciudad de Iwakuni, en el área oriental, de una relación similar con la prefectura de Hiroshima.
Rodeada de mar por tres de sus puntos cardinales, la prefectura de Yamaguchi destaca por el volumen y variedad de sus recursos pesqueros. En especial cabe mencionar el fugu (pez globo) como el principal icono que identifica a la región. El mayor volumen de capturas de pez globo se hace en la ciudad de Shimonoseki, donde se le conoce popularmente como “fuku”, que significa “buena fortuna” en japonés.

## Geografía
Los límites físicos de la prefectura de Yamaguchi son las prefecturas de Shimane y Hiroshima al noreste y este respectivamente; el mar de Japón al norte y al oeste; y el Mar Interior de Seto al sur. Su superficie central está ocupada por la cordillera de Chūgoku, lo que hace que gran parte de su orografía sea irregular: excluyendo las áreas próximas al mar interior, gran parte de sus áreas llanas son valles rodeados de montañas.
Los ríos Saba-gawa y Oze-gawa, con nacimiento en la cordillera de Chūgoku, constituyen los principales recursos hidrográficos de la prefectura, siendo caudales secundarios los de los ríos Nishiki-gawa, Fushino-gawa, Kōtō-gawa, Koya-gawa y Abu-gawa.

### Organización territorial
Debido a las características geográficas de la prefectura de Yamaguchi, los núcleos urbanos se distribuyen a lo largo de los llanos y valles que se disponen entre la parte central, montañosa, y las zonas costeras. A lo largo de estas últimas se hallan diseminadas diversas áreas industriales, en torno a las cuales se concentra buena parte de la población.
Por otra parte, las dos principales arterias de comunicación terrestre, la Ruta Nacional 2 y la línea Sanyō de ferrocarriles, discurren a lo largo del litoral, lo que también ha favorecido la concentración de la distribución física y de la mano de obra en torno a dichas áreas sin que una ciudad en concreto aglomere la población, el flujo de capitales o la información.
La ciudad de Yamaguchi, sede de la administración prefectural, carece de la suficiente fuerza centrípeta, lo que hace que un gran número de ciudades de la prefectura posean un mayor grado de vinculación con localidades vecinas: al oeste. Shimonoseki, forma el núcleo de la red urbana del estrecho de Kanmon junto a Kitakyushu, en la prefectura de Fukuoka, red a la que también pertenecerían las ciudades de Ube, Sanyō-Ōnoda y Mine; al este, Iwakuni se encuentra vinculado al resto de localidades circundantes de la ciudad de Hiroshima; los distritos de Esaki, Ogawa y Susa y Yadomi del término municipal de Hagi guardan a su vez estrechos lazos con Masuda, en la prefectura de Shimane.
| Área    | Nombre área metropolitana          | Localidades que comprende                     | Total población (diciembre 2022) |
| ------- | ---------------------------------- | --------------------------------------------- | -------------------------------- |
| Ganri   | Iwakuni                            | Ciudad de Iwakuni y distrito de Kuga          | 131.371                          |
| Ganri   | Yanai                              | Ciudad de Yanai, distritos de Kumage y Ōshima | 71.258                           |
| Shūnan  | Shūnan                             | Ciudades de Shūnan, Kudamatsu y Hikari        | 238.925                          |
| Sanpū   | Yamaguchi/Hōfu (Yamaguchi central) | Ciudades de Yamaguchi y Hōfu                  | 304.269                          |
| Asa     | Ube/ Sanyō-Ōnoda                   | Ciudades de Ube, Sanyō-Ōnoda y Mine           | 240.623                          |
| Hōkan   | Shimonoseki                        | Ciudad de Shimonoseki                         | 247.799                          |
| Chōhoku | Nagato-Ōtsu                        | Ciudad de Nagato                              | 31.044                           |
| Chōhoku | Hagi                               | Ciudad de Hagi y distrito de Abu              | 45.607                           |

### Ciudades

Subdivisión del territorio en municipalidades (en rosa) y distritos (en amarillo) de Yamaguchi. El distrito de Kumage está a su vez dividido en los subdistritos de ※1 Tabuse ※2 Hirao ※3 Kaminoseki

- Hagi
- Hikari
- Hōfu
- Iwakuni
- Kudamatsu
- Mine
- Nagato
- San'yōonoda
- Shimonoseki (ciudad más poblada)
- Shūnan
- Ube
- Yamaguchi (capital)
- Yanai

### Pueblos
Estos son los pueblos de cada distrito:
- Distrito de Abu
  - Abu
- Distrito de Kuga
  - Waki
- Distrito de Kumage
  - Hirao
  - Kaminoseki
  - Tabuse
- Distrito de Ōshima
  - Suōōshima

### Clima
Yamaguchi es una región con relativamente pocos seísmos y en su territorio no se encuentran volcanes. Sin embargo, durante la época de lluvias, por encontrarse en una zona templada y húmeda, son frecuentes las precipitaciones de mucha intensidad. Por su irregular orografía, muchas zonas en las inmediaciones de laderas pronunciadas son puntos de riesgo por corrimientos y deslizamientos de tierra, siendo junto con la vecina prefectura de Hiroshima la que presenta más incidencias por este motivo.
Por su posición geográfica entre un mar exterior (mar de Japón) y uno interior (mar de Seto), su climatología es diversa, siendo especialmente notables las diferencias entre temperaturas y precipitaciones de zonas de costa y de interior:
- Territorio Sanyō (zonas costeras del Mar Interior de Seto, porción oriental): áreas costeras de los términos municipales de Yamaguchi, Hofu, Shunan, Kudamatsu e Iwakuni.

A pesar de encontrarse en el área de influencia del Mar Interior de Seto, su clima difiere del característico del mismo (relativamente templado y con pocas precipitaciones), poseyendo sin embargo las características del área climática de la costa del Océano Pacífico, con precipitaciones especialmente abundantes durante la temporada de lluvias, (mediados de junio a mediados de julio) y escasas durante el invierno, con más de 1700 mm registrados al año.
En comparación con las zonas costeras próximas al estrecho de Tsushima, las noches tropicales son escasas y en los meses más fríos las temperaturas medias suelen ser inferiores a los 5 °C, con heladas moderadamente intensas (apreciándose dichas temperaturas durante más de 30 días de media al año), lo que es más propio de un clima continental. La zona disfruta de un número bastante elevado de días soleados en invierno y pocas precipitaciones en forma de nieve, salvo que se dé el caso de que un sistema de bajas presiones desplace nubes de nieve por encima de la cordillera de Chugoku, en cuyo caso se pueden acumular fácilmente varios centímetros.
- Área de Nagato y estrecho de Kanmon (entre las islas de Honshū y Kyushū): áreas costeras del mar de Japón y del estrecho de Kanmon; porción oriental de zonas costeras del Mar Interior de Seto (áreas costeras de los términos municipales de Shimonoseki, Ube, Nagato y Hagi)

Por efecto de las corrientes del estrecho de Tsushima, en el mar de Japón, y los vientos que las acompañan, es ésta la zona más templada de la prefectura. Aunque en los meses de invierno las horas de sol son escasas, las precipitaciones anuales obedecen al patrón del clima oceánico del Pacífico, siendo abundantes en los meses de verano y escasas en los de invierno. El número anual de noches tropicales es también bastante alto, especialmente en Shimonoseki, con 35,5 de media. En los meses más fríos la temperatura media no suele disminuir de los 5,0 °C. Por efecto del viento noroeste en invierno son frecuentes los cielos cubiertos, pero al ser las temperaturas suaves impiden en muchos casos que la nieve se acumule, habiendo años en los que no ocurre en absoluto.
- Áreas de interior, porción occidental: áreas de interior entre los términos municipales de Shimonoseki, Mine y Yamaguchi.

Su clima es característico de las áreas de influencia del océano Pacífico, pero con precipitaciones bastante abundantes durante los meses invernales. En verano la temperatura durante el día asciende con facilidad, careciendo casi por completo de noches tropicales. En invierno, las precipitaciones en forma de nieve son habituales, registrando acumulaciones de 5-10 cm en varias ocasiones cada año. La temperatura media durante los meses de invierno suele ser inferior a 4,0 °C.
- Áreas de interior, porción oriental: distrito de Atō, en el término municipal de Yamaguchi; áreas de interior del sur de Hagi, norte de Shūnan, norte de Iwakuni.

Las áreas próximas a la porción oriental de la cordillera de Chūgoku son más frías de lo que les correspondería por su latitud, y a pesar de no encontrarse en un área de Japón caracterizada por fuertes nevadas, éstas se producen de forma relativamente frecuente, obedeciendo al patrón climático del mar de Japón. Son especialmente abundantes en el distrito de Atō, donde la acumulación de varios decímetros es habitual. En enero de 1963 se llegaron a registrar 185 cm en el área de Tokusa.

### Espacios protegidos
- Parques nacionales

- - Parque nacional de Setonaikai
- Parques cuasi-nacionales

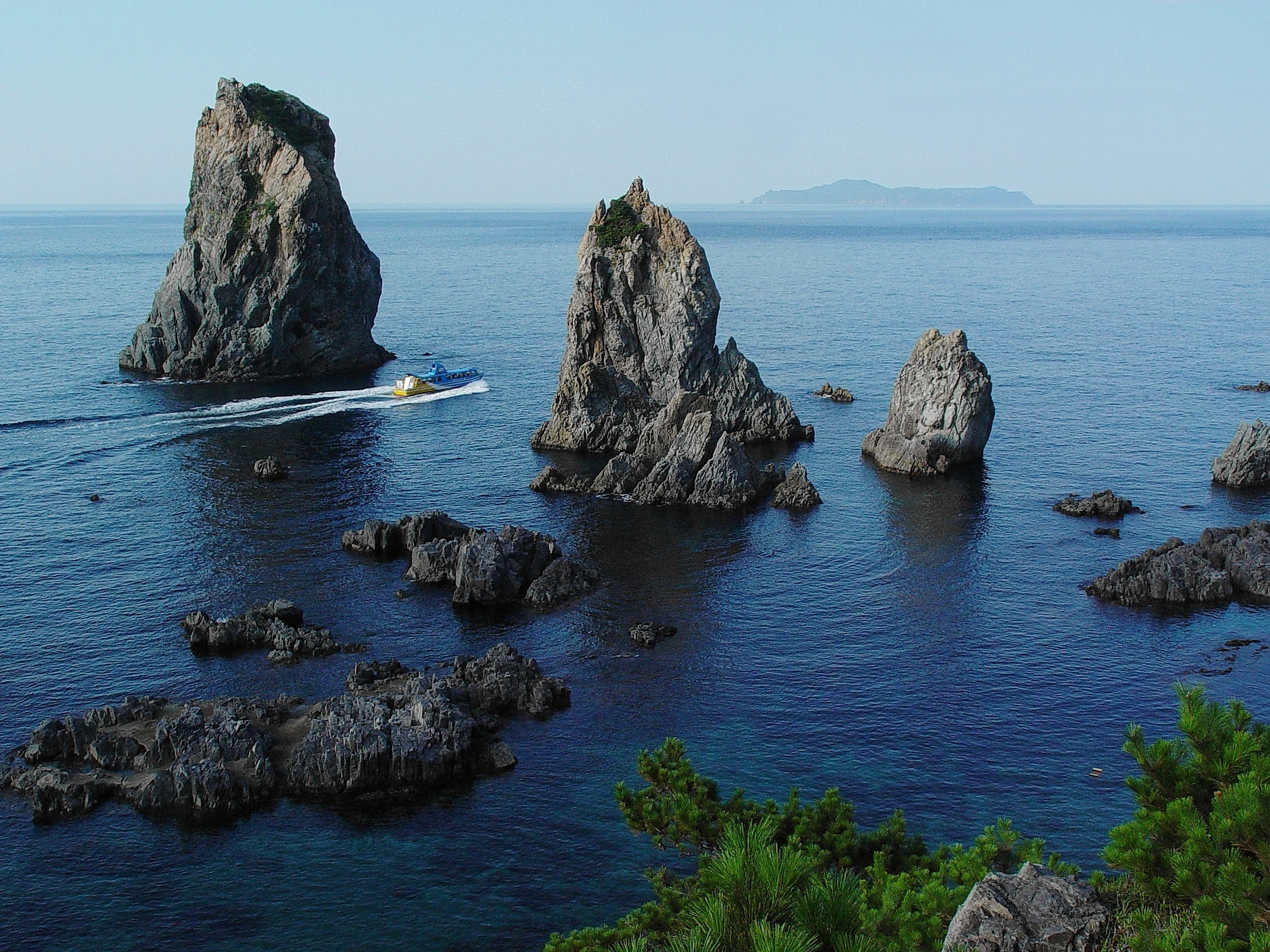
Isla de Ōmijima, Parque cuasi-nacional de Kita-Nagato Kaigan

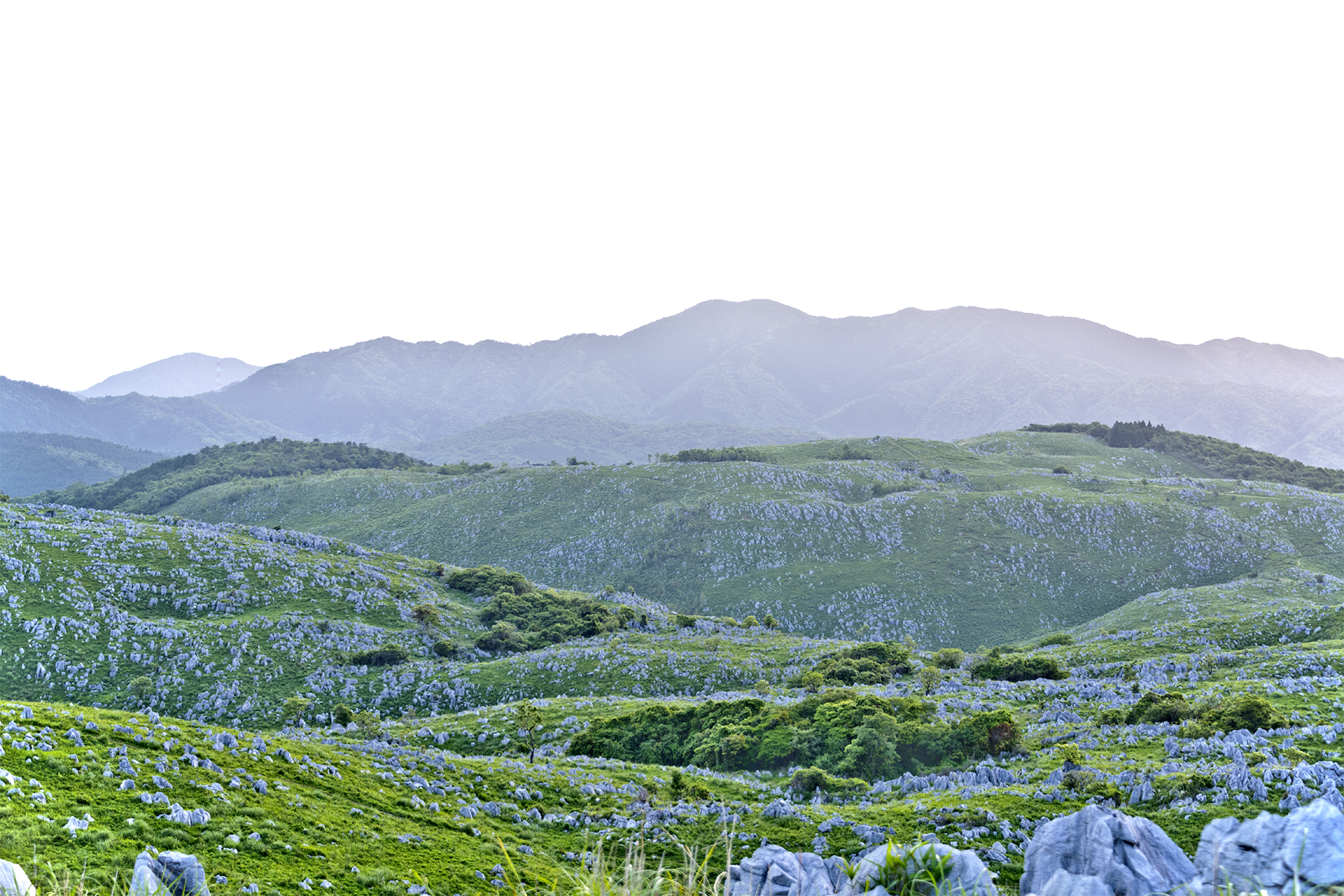
Meseta kárstica, Parque cuasi-nacional de Akiyoshidai

  - Parque cuasi-nacional de Akiyoshidai
  - Parque cuasi-nacional de Kita-Nagato Kaigan
  - Parque cuasi-nacional de la Cordillera de Chūgoku Occidental
- Parques naturales prefecturales
  - Parque natural prefectural Rakanzan (término municipal de Iwakuni)
  - Parque natural prefectural Iwakisan (término municipal de Hikari)
  - Parque natural prefectural Chōmonkyō (término municipal de Yamaguchi)
  - Parque natural prefectural Toyota (término municipal de Shimonoseki)

## Historia
Entre los siglos IV y V d. C., el clan Yamato unificó Japón bajo un gobierno nacional y el territorio de la actual prefectura de Yamaguchi quedó dividido en siete distritos, que en el siglo VII pasaron a ser la provincia de Suo y la provincia de Nagato.
Desde el período Heian hasta el período Kamakura (794-1333), Suo y Nagato estuvieron bajo el dominio de dos poderosos clanes de samuráis, Ōuchi y Koto respectivamente. Durante el período Muromachi (1338-1573), Hiroyo Ōuchi, vigésimo cuarto gobernante del clan Ōuchi, conquistó la provincia de Nagato, erigió la ciudad de Yamaguchi a imagen y semejanza de Kioto, abrió el camino al comercio exterior con Corea y con la dinastía Ming de China e impulsó la introducción de la cultura continental. Yamaguchi pasó así a ser conocida como la "Kioto del Oeste" y la cultura Ōuchi experimentó su época de mayor esplendor.
En tiempos de su trigésimo primer gobernante, el clan Ōuchi fue derrotado por un vasallo llamado Harukata Sue y la cultura Ōuchi entró en declive. A su vez, el nuevo clan Sue fue derrocado por Motonari Mōri, que se hizo así con el control de la región de Chūgoku.
Más tarde, en el año 1600, el clan Mori fue vencido por Ieyasu Tokugawa en la batalla de Sekigahara y se vio forzado a entregar sus tierras, a excepción de lo que constituye hoy la prefectura de Yamaguchi. Terumoto Mōri construyó su castillo en la ciudad de Hagi y revitalizó la economía de la región mediante campañas como la de "los tres blancos", con la que se fomentó la producción local de sal, arroz y papel. A finales del período Edo y gracias a destacados intelectuales como Shōin Yoshida y Shinsaku Takasugi, la región, entonces conocida con el nombre de Chōshū, desempeñó un importantísimo papel en la Restauración Meiji y la constitución del Japón moderno.
Con el declive del gobierno Edo y la instauración en 1868 del gobierno Meiji se produjo una reestructuración territorial que dio lugar, en el año 1871, al establecimiento formal de la actual prefectura de Yamaguchi. El nuevo gobierno llevó a cabo políticas de renovación entre las que se incluye la modernización de la industria. Aunque por aquel entonces Yamaguchi era principalmente una provincia agrícola, la instalación de fábricas textiles y de cemento por toda la prefectura supuso la gestación de la industria moderna. La abundancia de recursos minerales y de zonas portuarias propició, durante el período Taisho, el florecimiento de industrias navieras, químicas, metalúrgicas y de maquinaria en la costa del Mar Interior de Seto. El crecimiento económico continuó durante la era Showa, y después de la Segunda Guerra Mundial se construyó un gran complejo petroquímico, con lo que Yamaguchi se convirtió en una de las provincias más industrializadas del país.

## Economía
En la prefectura de Yamaguchi, gran parte de la industria se concentra en torno a las áreas costeras del mar interior, donde destacan conglomerados de la industria pesada, en especial de la química. Además, la importante red de vías de comunicación terrestre de la zona y la cercanía del mar han sido claves para el desarrollo de la industria logística y de construcción naval, respectivamente: dos de los ejes de desarrollo de la región industrial del Mar Interior de Seto.
Por su parte, la economía del territorio San’in se vertebra en torno al sector primario (concretamente, la agricultura y la pesca) y del sector servicios, especialmente del turismo.
Antiguamente, en las ciudades de Ube y Mine la industria minera gozó de un período de esplendor, gracias a la explotación de los numerosos yacimientos de carbón, en especial de antracita, presentes en la zona. Ya cerradas, dichas minas constituyen sin embargo los precedentes de la industria pesada desarrollada actualmente en la zona oeste de la prefectura (ciudades de Ube y Sanyō-Ōnoda). En Mine, han sido sustituidas por explotaciones de canteras de caliza y empresas cementeras. Por su parte, al este de la prefectura, en las ciudades de Shūnan e Iwakuni también se disponen ejes industriales, centros de producción de especialidades químicas tales como el hidróxido de sodio, cuyas predecesoras son las fábricas de combustibles y lubricantes creadas para abastecer a la armada japonesa durante la guerra del pacífico, que evolucionaron en complejos industriales en torno a refinerías de petróleo.
Los bloques de actividad económica se encuentran dispuestos en localizaciones dispersas a lo largo de la prefectura, de la siguiente manera:
Bloque de Iwakuni: constituido por las localidades de Iwakuni, Waki y Ōtake (esta última perteneciente a Hiroshima), se caracteriza por su concentración de industrias pesquera, agrícola y forestal, así como de la construcción, de servicios médico-sociales y misceláneos, y manufactureras, destacando dentro de estas últimas las químicas (Mitsui Chemicals y otras corporaciones), y de la celulosa y el papel (Nippon Paper Industries, entre otras).

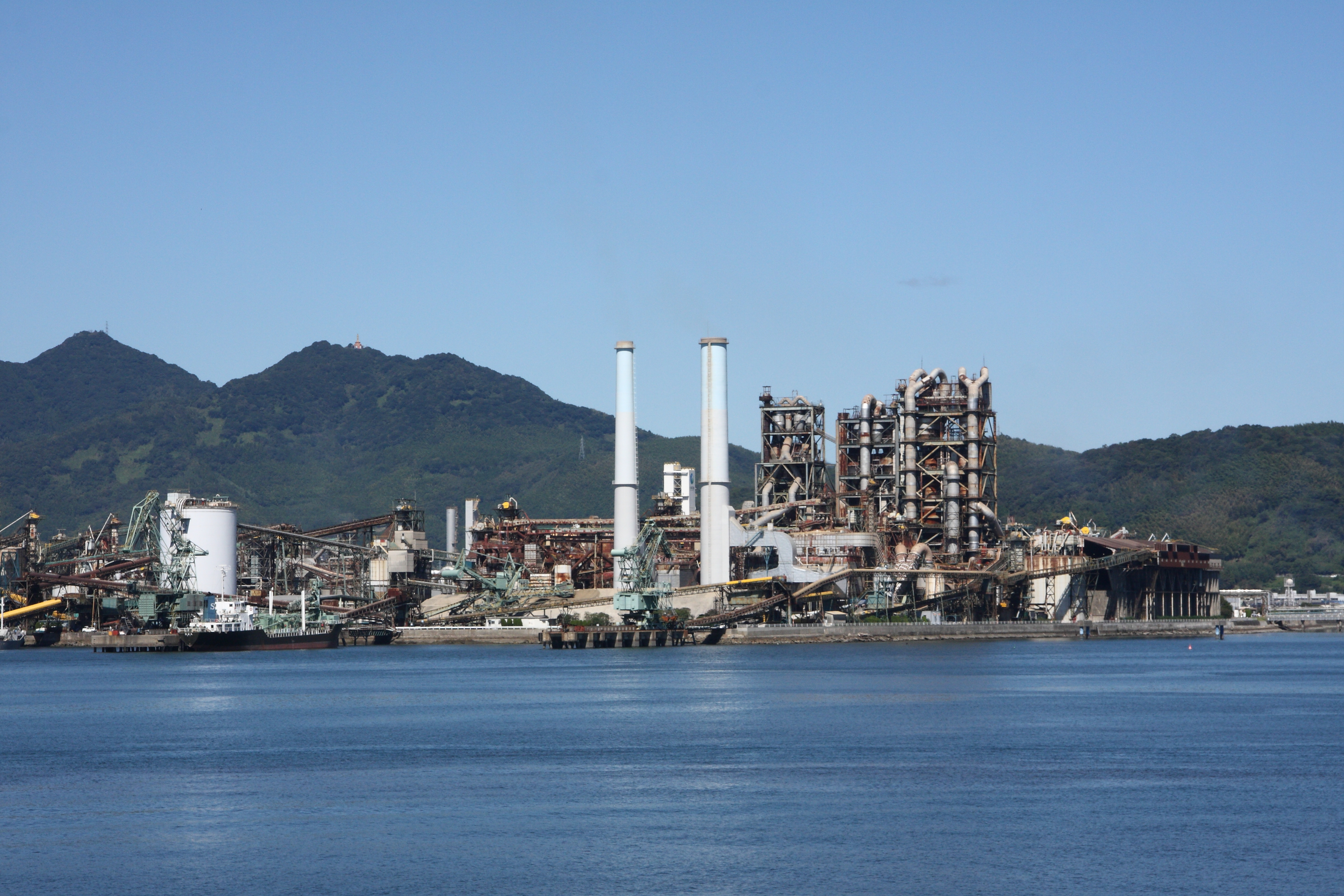
Planta de producción de Tokuyama Corp. en Nanyō (Shūnan)

Bloque de Shūnan: Constituido por las localidades de Kudamatsu, Hikari, Shūnan y Tabuse, se caracteriza por su concentración de empresas de la construcción, postal y de lógistica, de servicios de ocio y tiempo libre y misceláneos, y de manufacturas, destacando dentro de estas últimas la química (Tokuyama Corporation, Tosoh Corporation entre otras) y la siderúrgica (tales como Nippon Steel Corporation).
Bloque de Yamaguchi: Constituido por las localidades de Yamaguchi y Hōfu, se caracteriza por la concentración de empresas de la construcción, manufacturera, postal y logística, de servicios de ocio y tiempo libre, de servicios educativos y académicos, y de servicios médico-sociales y misceláneos, suponiendo un importante porcentaje de la actividad industrial la fabricación de equipos de transporte (representados por la planta de producción de Hōfu de la empresa de automoción Mazda).
Bloque de Ube: Constituido por las localidades de Ube y Sanyō-Ōnoda, se caracteriza por la presencia de la industria química (UBE Corporation, entre otras), la industria cerámica y sus sectores afines (Ube Industries, Taiheiyo Cement Corporation, etc), y la de componentes electrónicos. Destacan también empresas de carácter educativo y académico y de servicios médico-sociales.

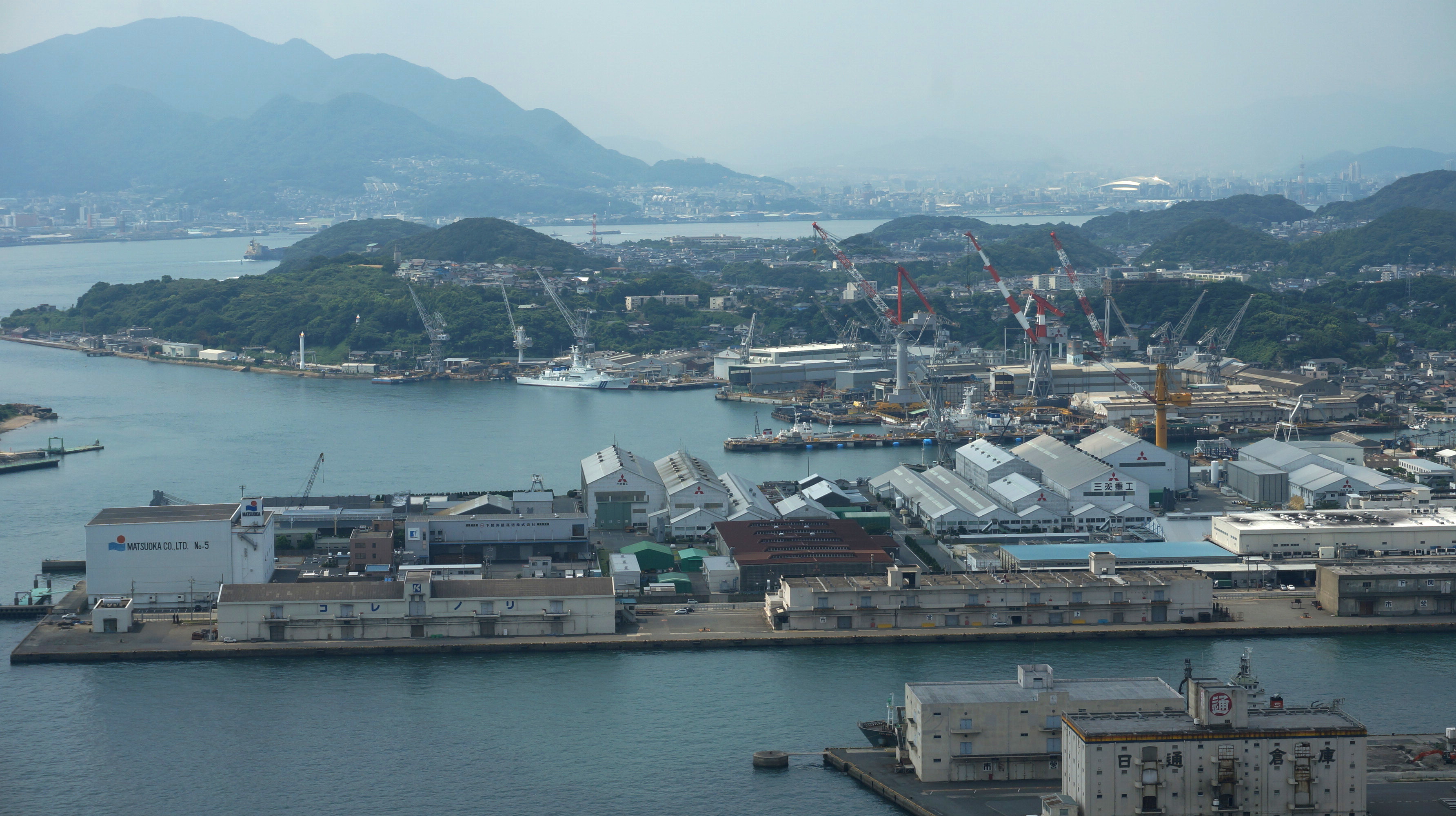
Astilleros y fábrica de maquinaria de Mitsubishi Heavy Industries en Shimonoseki

Bloque de Shimonoseki: Constituido por la ciudad de Shimonoseki, se caracteriza por su concentración de empresas pesqueras (tales como la sociedad cooperativa pesquera de la prefectura de Yamaguchi), manufactureras, del sector postal y logístico, y del financiero y asegurador (Yamaguchi Financial Group, Nishi-Chugoku Shinkin Bank). También, de actividades de investigación científica (Shimonoseki City University, Baiko Gakuin University, University of East Asia), servicios de carácter profesional y técnico, y otros servicios misceláneos. El sector manufacturero es el más predominante, con presencia de fabricantes de equipos de transporte (especialmente de construcción naval, como es el caso de los astilleros de Mitsubishi Heavy Industries), industrias de la alimentación (principalmente conservas y productos procesados de pescado y marisco, como es el caso de Hayashikane Sangyo, y de producción de fideos instantáneos, representada en Nissin Food Products), de manufactura del metal, de equipos de calefacción – Chofu Seisakusho, Kōbe Steel, etc), y de producción de materiales no metálicos (Bridgestone Corporation).
Bloque de Hagi: Constituido por las localidades de Hagi y Abu, se caracteriza por su concentración de empresas pesquera, agrícola y forestal, de la construcción, de suministro de agua, gas y electricidad, hostelería y restauración, y de servicios médico-sociales y misceláneos.
En 2015, los ingresos medios per cápita de la prefectura de Yamaguchi supusieron 2.774.000 yenes (un descenso de un 3.8% respecto al año anterior), valiéndole un 25.º puesto en la comparativa por prefecturas.
El mismo año, el producto interior bruto nominal de la prefectura fue de 5.870.200.000.000 yenes, el 24.º de Japón, siendo el real 5.613.400.000.000 yenes.

### Empresas delNikkei 225fundadas en Yamaguchi

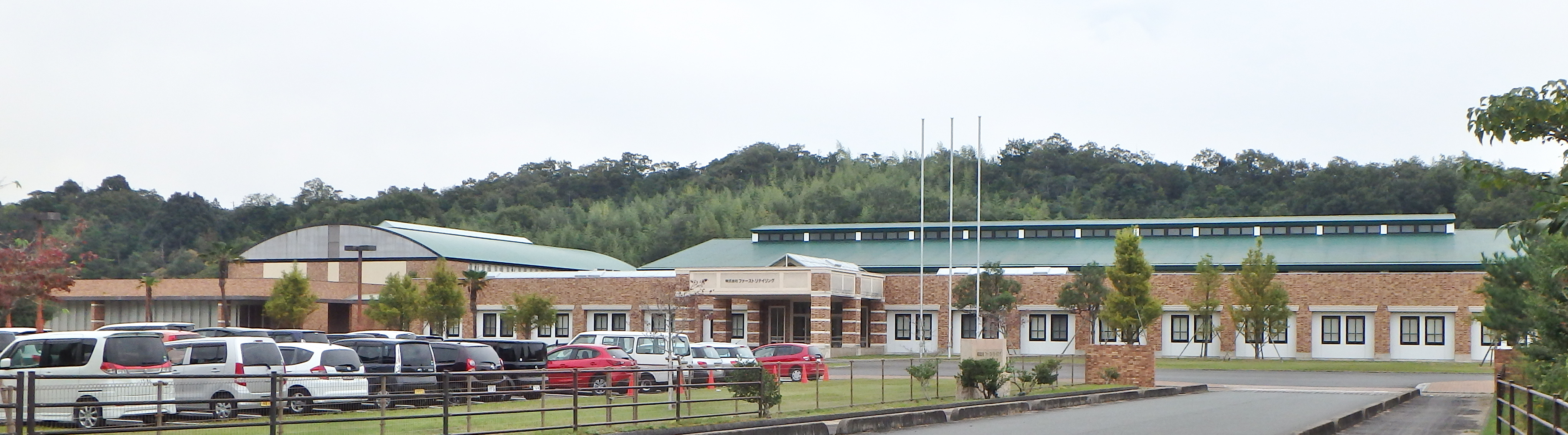
Oficinas centrales de Fast Retailing, en Yamaguchi 2nd Techno Park

- Fast Retailing Co., Ltd., principal grupo textil japonés y al que pertenece la marca Uniqlo.
- Maruha Nichiro Corporation, principal empresa pesquera del mundo por volumen de negocio.
- Nippon Suisan Kaisha, Ltd., conocida como Nissui, segunda mayor empresa pesquera del mundo por volumen de negocio.
- Tokuyama Corporation, empresa química y la cuarta fabricante mundial de silicio.
- Tosoh Corporation, empresa química fabricante, entre otros, de productos químicos especiales.

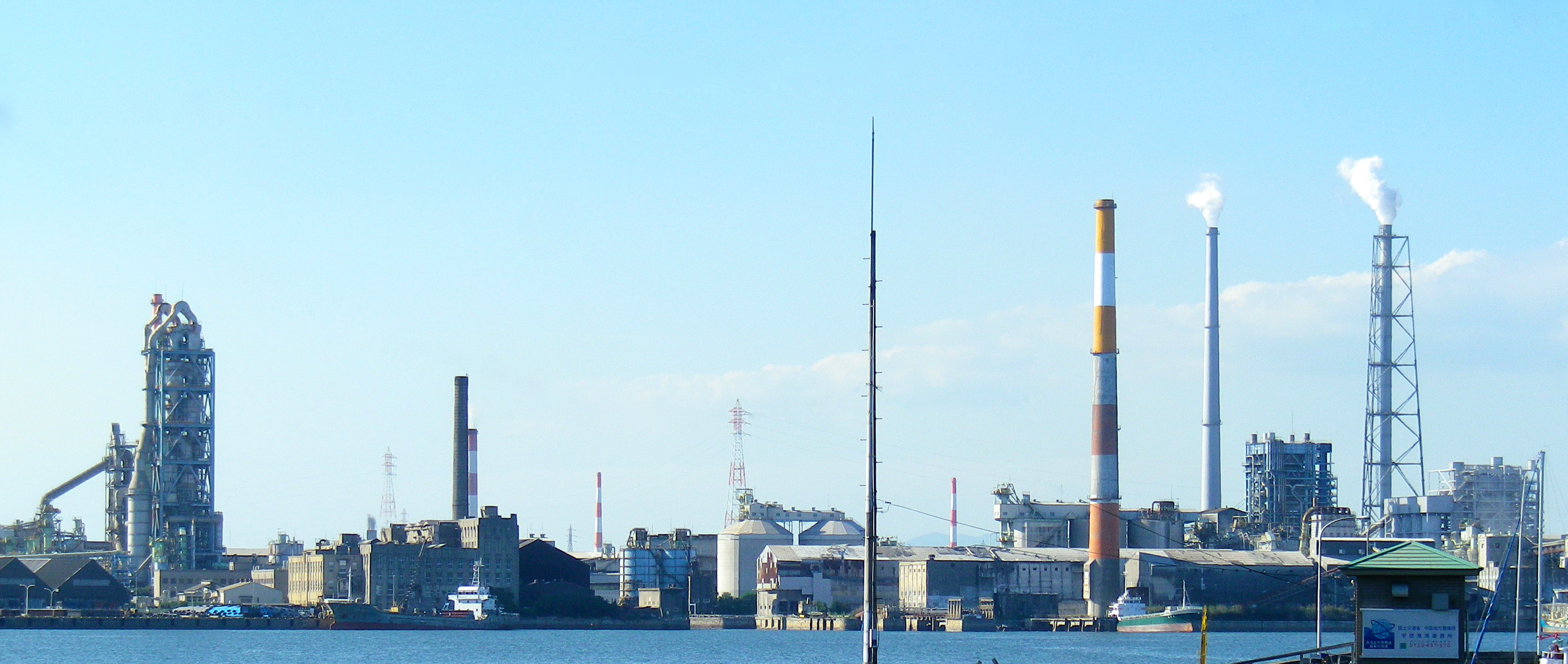
Planta química de UBE Corporation en el Complejo industrial de Kogushi (Ube)

- UBE Corporation, empresa química especializada en la fabricación de plásticos, materiales para baterías, productos farmacéuticos, cemento, materiales de construcción y maquinaria. Su sede central europea se encuentra en la provincia española de Castellón.

Otras destacadas empresas originarias de Yamaguchi son Kanro Co., Ltd. (fundada en Hikari), fabricante de dulces, caramelos y confitería; Jolly-Pasta Co., Ltd. (fundada en Shunan), cadena de restaurantes especializados en pasta y otros platos de estilo italiano, y Nichimo Co., Ltd (en Shimonoseki), empresa pesquera.

### Principales empresas japonesas con sede de producción en Yamaguchi
- Bridgestone Corporation, (en Shimonoseki y Hōfu), primer productor mundial de neumáticos, derivados del caucho y accesorios para vehículos.
- Hitachi, Ltd. (en Kudamatsu). Principal productor de equipamiento eléctrico de Japón, es la empresa matriz del conglomerado Hitachi Group. En su planta de fabricación de material rodante ferroviario de Kasado (Kudamatsu) se han producido numerosísimos modelos de trenes, entre ellos de shinkansen, para líneas de todo el país.
- Idemitsu Kosan Co., Ltd. (en Shūnan). Dueña y operante de plataformas petrolíferas y refinerías, produce y comercializa petróleo, aceites y productos petroquimicos.
- Kobe Steel, Ltd. (en Shūnan), una de las principales siderúrgicas de Japón.
- Kyowa Hakko Kirin Co., Ltd. (en Hōfu y Ube), empresa farmacéutica y de biotecnología.
- Mazda Motor Corporation, (en Hōfu), compañía automovilística. En sus dos plantas de Hōfu se fabrican los modelos Mazda 2, Mazda 3, Mazda 6, CX-3 y CX-5.
- Mitsubishi Heavy Industries, Ltd. (astilleros de Shimonoseki). Perteneciente al grupo Mitsubishi, es una empresa de ingeniería, electrónica y equipos electrónicos.
- Mitsubishi Tanabe Pharma Factory Ltd. (en Sanyō-Ōnoda), empresa farmacéutica.
- Mitsui Chemicals, Inc. (con base de producción en Waki-cho, Iwakuni, Shūnan, Ube, Shimonoseki), empresa perteneciente al conglomerado Mitsui especializada en productos petroquímicos y productos industriales químicos inorgánicos.
- Nissan Chemical Corporation (en Sanyō-Ōnoda), fabricante de productos químicos industriales.
- Nissin Food Products Co., Ltd. (en Shimonoseki), empresa alimentaria especializada en fideos instantáneos.
- Nippon Kayaku Co., Ltd. (en Sanyō-Ōnoda), empresa química fabricante de químicos funcionales, sistemas de seguridad, productos farmacéuticos y agroquímicos.
- Nippon Paper Industries Co., Ltd. (en Iwakuni), empresa fabricante de papel y derivados de la celulosa.
- Nippon Steel Corporation, (en Hikari), una de las principales productoras de acero del mundo.
- Shimano, Inc. (en Shimonoseki), fabricante de componentes para bicicletas, material deportivo para remo, equipos de pesca, etc.
- Shimaya Co., Ltd. (en Shūnan), empresa fundada en Shūnan, fabricante y comercializadora de condimentos tales como caldo dashi y sopa de miso instantáneos.
- Taiheiyo Cement Corporation (en Sanyō-Ōnoda), empresa cementera.
- Takeda Pharmaceutical Company Limited (en Hikari), la principal compañía farmacéutica de Asia.
- Teijin Limited (en Shūnan e Iwakuni), empresa química, farmacéutica y de servicios informáticos.
- THK Co., Ltd. (en Sanyō-Ōnoda), fabricante de componentes mecánicos.
- Tokai Carbon Co., Ltd. (en Hōfu), desarrolladora y and distribuidora de grafito y otros productos derivados del carbón.
- Toyobo Co., Ltd. (en Iwakuni), desarrollador y fabricante de fibras y textiles, productos bioquímicos, películas y polímeros funcionales y productos farmacéuticos, entre otros.
- Toyo Kohan Co., Ltd. (en Kudamatsu), fabricante de acero en láminas.
- Zeon Corporation (en Shūnan), empresa química fabricante de caucho sintético y plásticos de alto rendimiento.

## Educación

### Universidades

#### Universidades nacionales

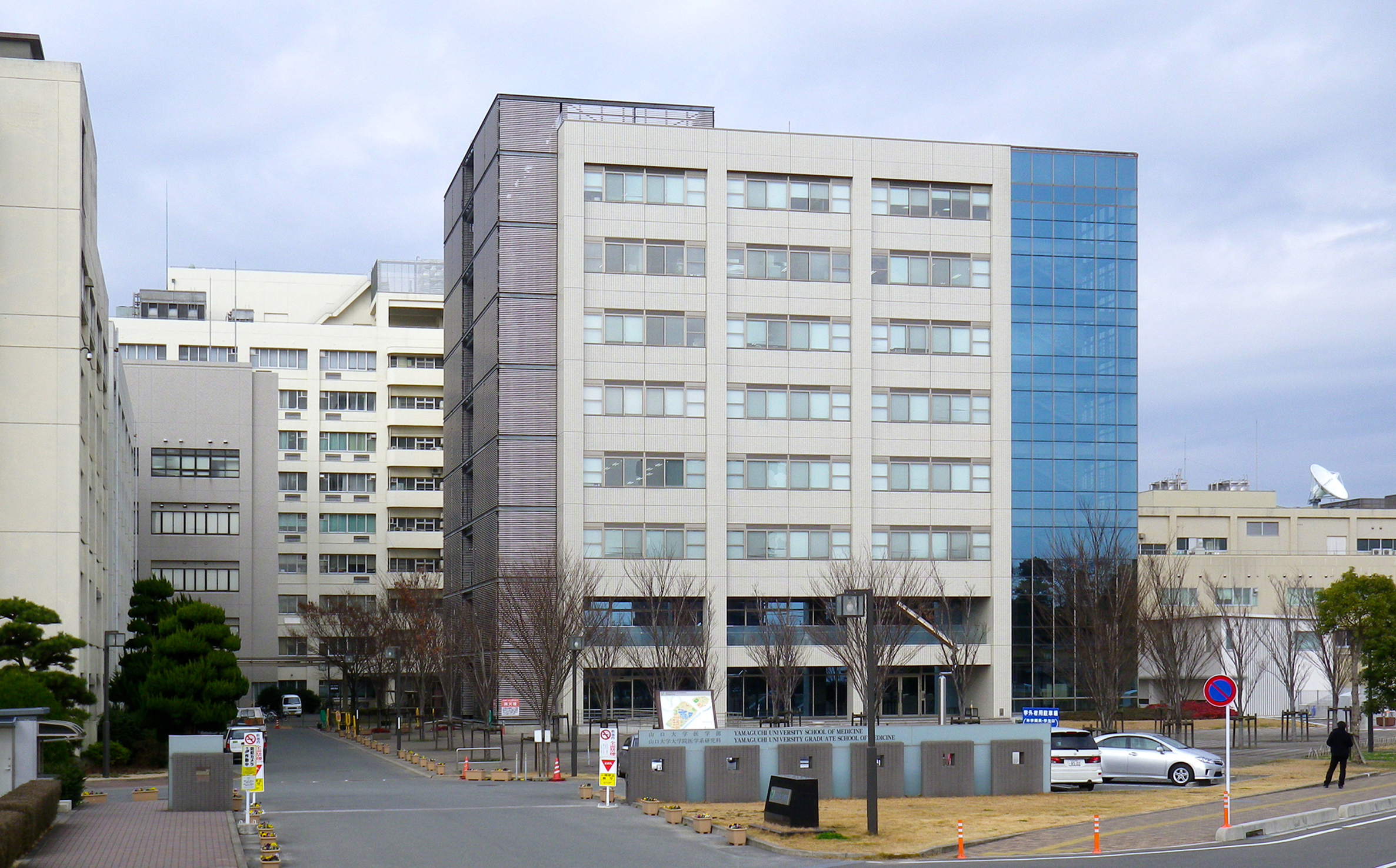
Laboratorios de investigación de la Facultad de Medicina y Ciencias de la Salud, Universidad de Yamaguchi (campus de Kogushi)

- Universidad de Yamaguchi (constituida como corporación universitaria nacional)
  - Campus de Yoshida (Yamaguchi)
  - Campus de Tokiwa (Ube)
  - Campus de Kogushi (Ube)

#### Universidades públicas

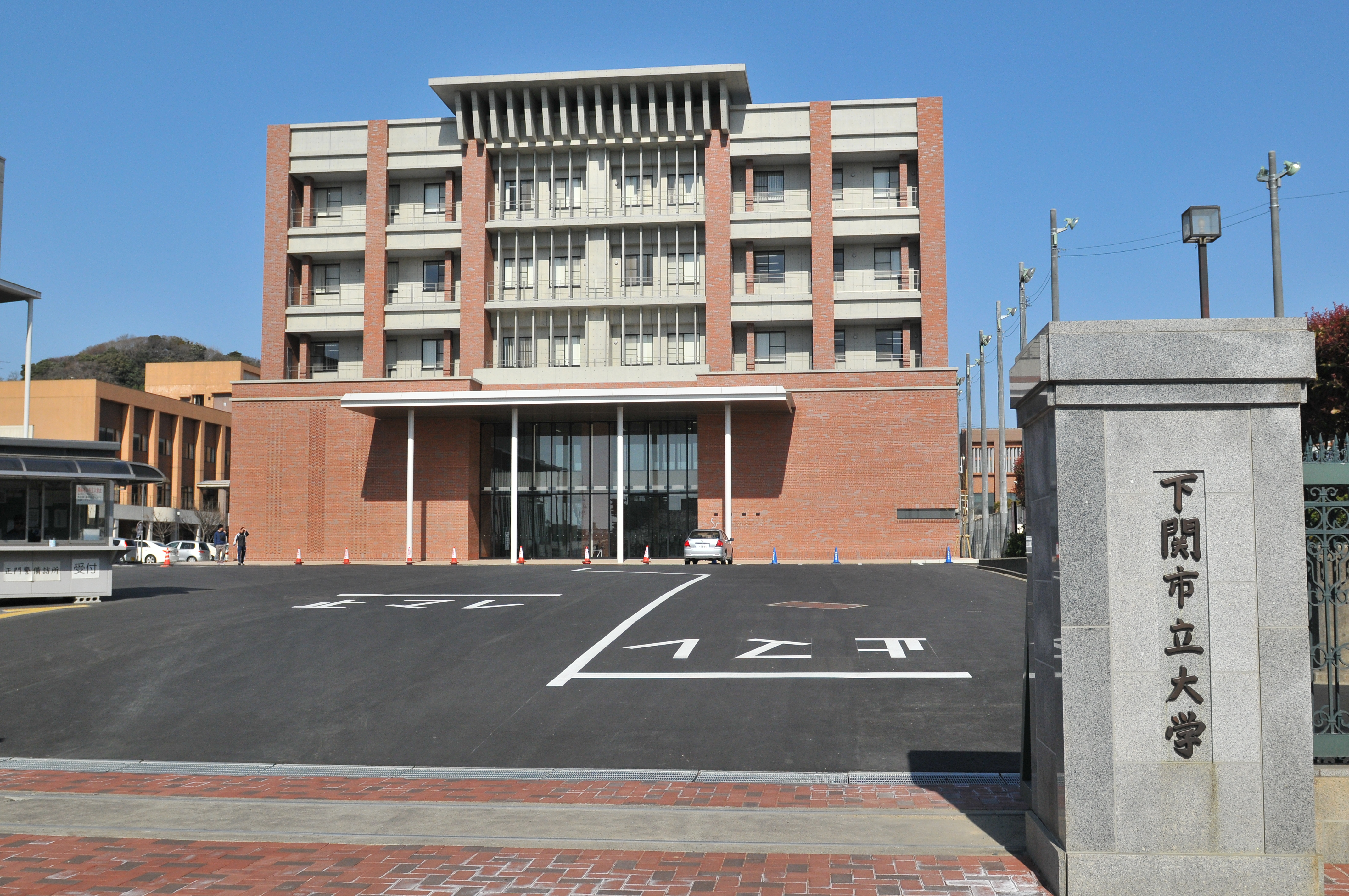
Universidad de Shimonoseki

- Universidad Prefectural de Yamaguchi
- Universidad de Sanyō-Ōnoda
- Universidad de Shimonoseki
- Universidad de Shūnan

#### Universidades privadas

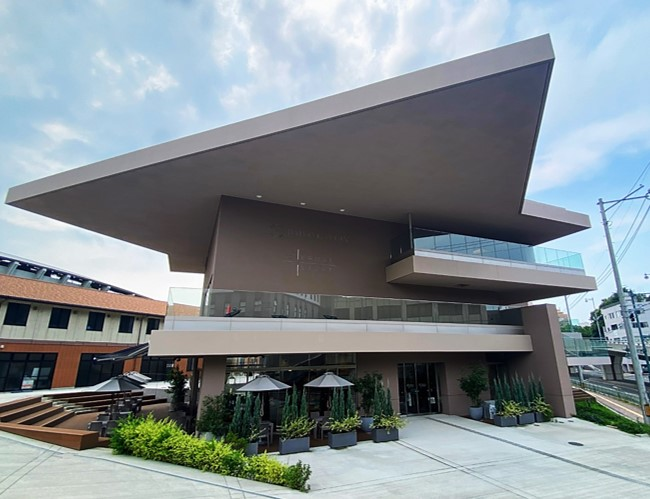
Universidad privada Baiko Gakuin, en Shimonoseki

- Baiko Gakuin University (Shimonoseki)
- Shinseikan University (Hagi)
- Ube Frontier University (Ube)
- University of East Asia (Shimonoseki)
- Yamaguchi Gakugei University (Yamaguchi)

#### Universidades a Distancia

##### Privadas
The Open University of Japan: centro de formación de Yamaguchi (en el Campus de Yoshida de la Universidad de Yamaguchi)

#### Junior colleges(instituciones de enseñanza superior que ofrecen titulaciones de dos años)

##### Privados
- Junior college de Iwakuni
- Junior college de Shimonoseki
- Junior college de Yamaguchi (Hōfu)
- Yamaguchi College of Arts (Yamaguchi)

## Deportes
En Yamaguchi se celebran cada año competiciones atléticas a escala nacional como el All-Corporate Half Marathon Championships (en Yamaguchi), el Yomiuri Marathon (en Hōfu) y el Kaikyō Marathon (en Shimonoseki).
También se celebran en la prefectura dos pruebas (Akiyoshidai Karst Road Race y Yamaguchi-Nagato Criterium) de la recientemente establecida Japan Cycle League (JCL) y varias de las pruebas de la 2023 JBCF Cycle Road & Track Series (perteneciente a la Japan Bicyclist Club Federation, constituida por equipos pertenecientes a grupos empresariales japoneses).
El tenis de mesa cuenta con muchos adeptos, espoleados por los éxitos internacionales de la jugadora local Ishikawa Kasumi.
La prefectura de Yamaguchi ha dado lugar también a numerosos yudocas de fama mundial, entre los que se encuentran Anno Noriko, Harasawa Hisayoshi, Kamikawa Daiki, Nishiyama Masashi y Ōno Shōhei.
En lo que respecta al fútbol, cabe destacar al equipo Renofa Yamaguchi FC, que milita en la segunda división de la J-League, y al Baleine Yamaguchi, equipo semiprofesional de Shimonoseki que juega en la liga de la región de Chūgoku.
En rugby, por su parte, el Nagato Blue Angels, equipo femenino de Rugby 7 de la ciudad de Nagato, ganó en 2019 las Women’s Seven Series de Japón.
En baloncesto, la ciudad de Ube es sede del equipo Yamaguchi Patriots, que, tras su reciente profesionalización, juega desde la temporada 2021-22 en la B3 League.

## Transporte

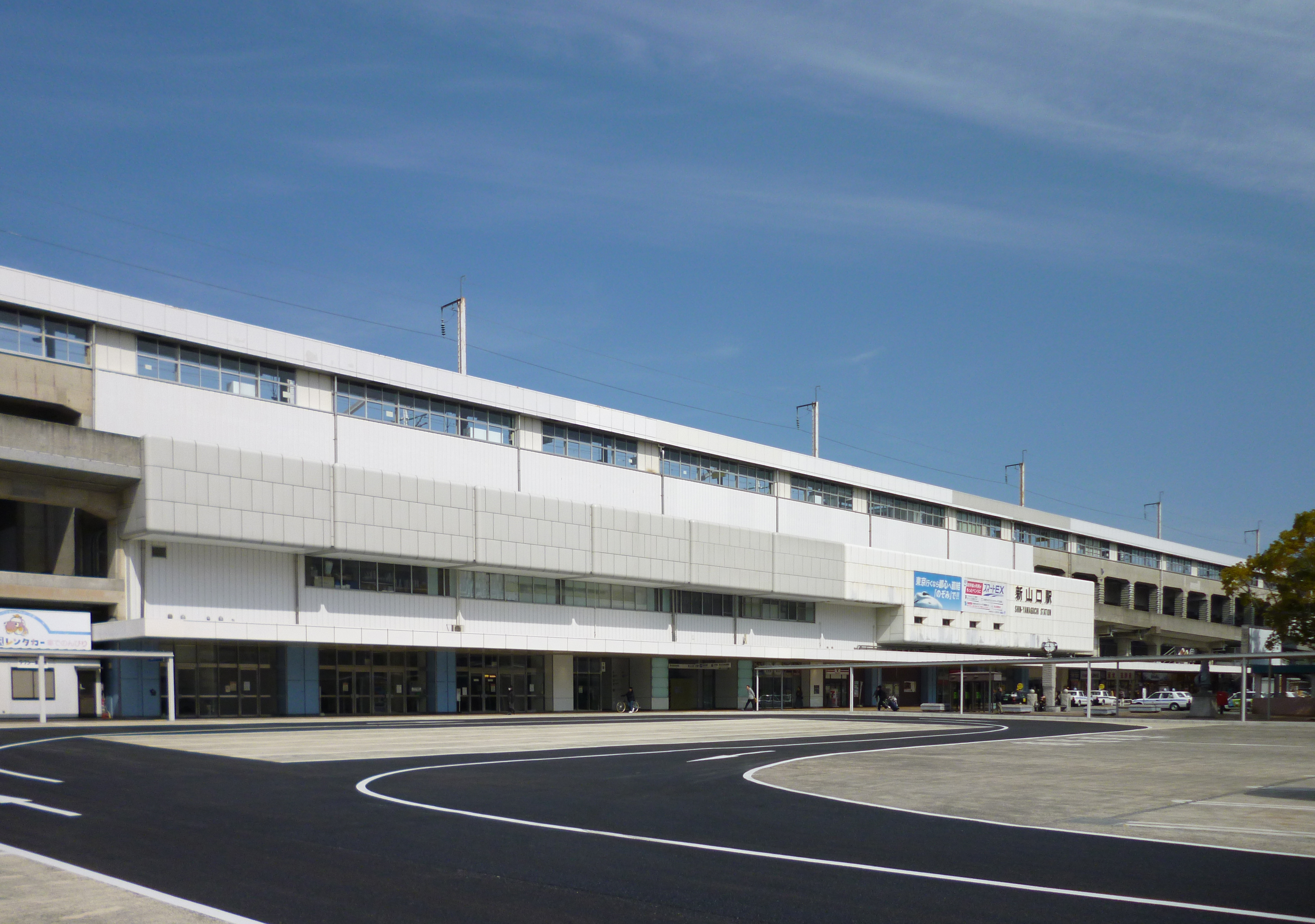
Estación de Shin-Yamaguchi

### Terrestre

#### Ferrocarriles

##### JR West

###### Alta Velocidad
- Sanyō Shinkansen (Shin-Iwakuni – Shin-Shimonoseki)

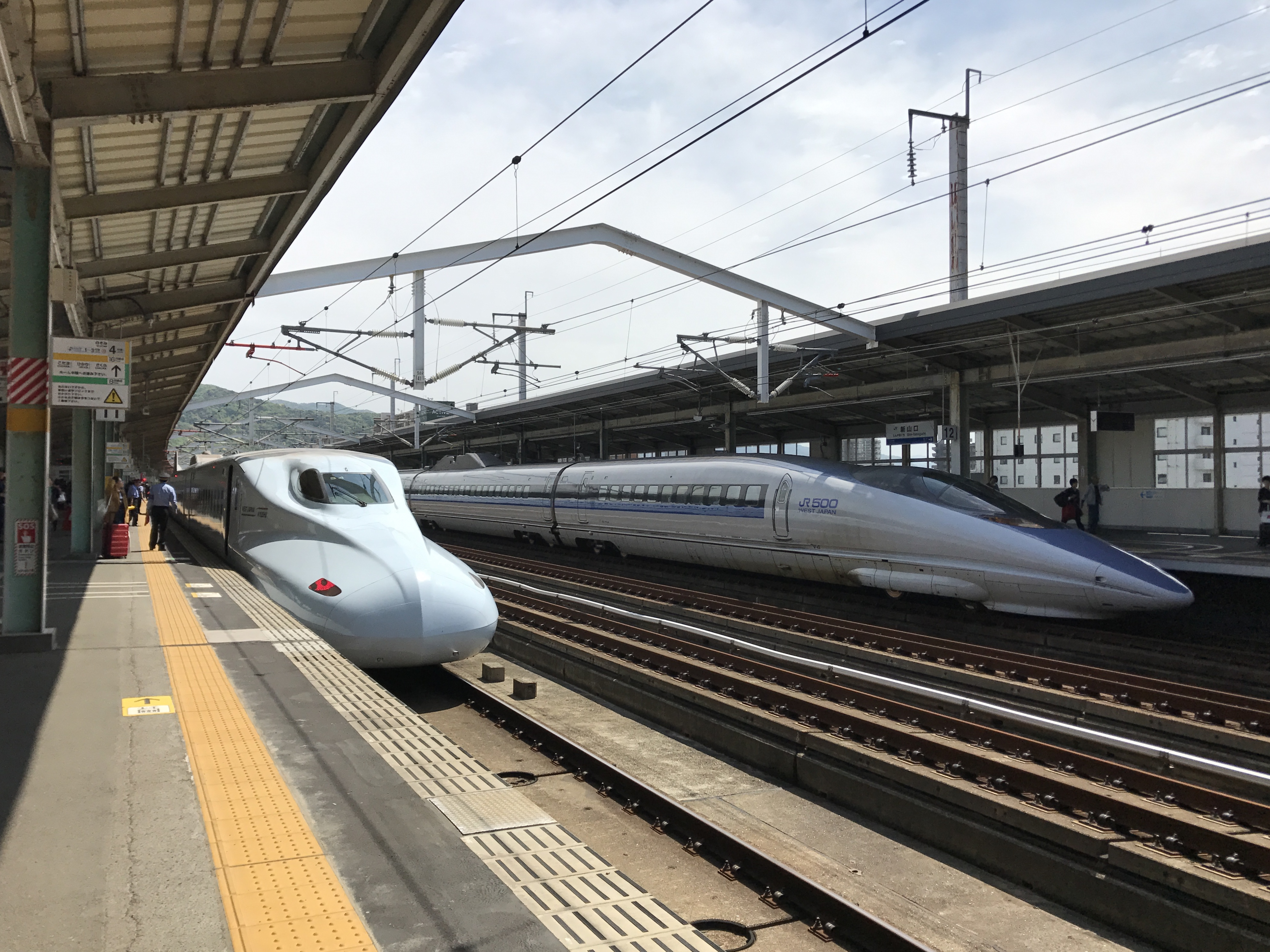
Andén del shinkansen en Shin-Yamaguchi

###### Líneas interurbanas y regionales
- Línea Principal Sanyō (Waki – Shimonoseki)
- Línea de Ube (Shin-Yamaguchi – Ube)
- Línea de Yamaguchi (Shin-Yamaguchi – Funahirayama)
- Línea de Mine (Asa – Nagatoshi)
- Línea Principal San’in (Hatabu – Esaki, Nagatoshi – Senzaki)
- Línea Gantoku (Iwakuni – Kushigahama)
- Línea de Onoda (Onoda – Inō, Suzumeda – Nagato-Motoyama)

###### Trenes turísticos

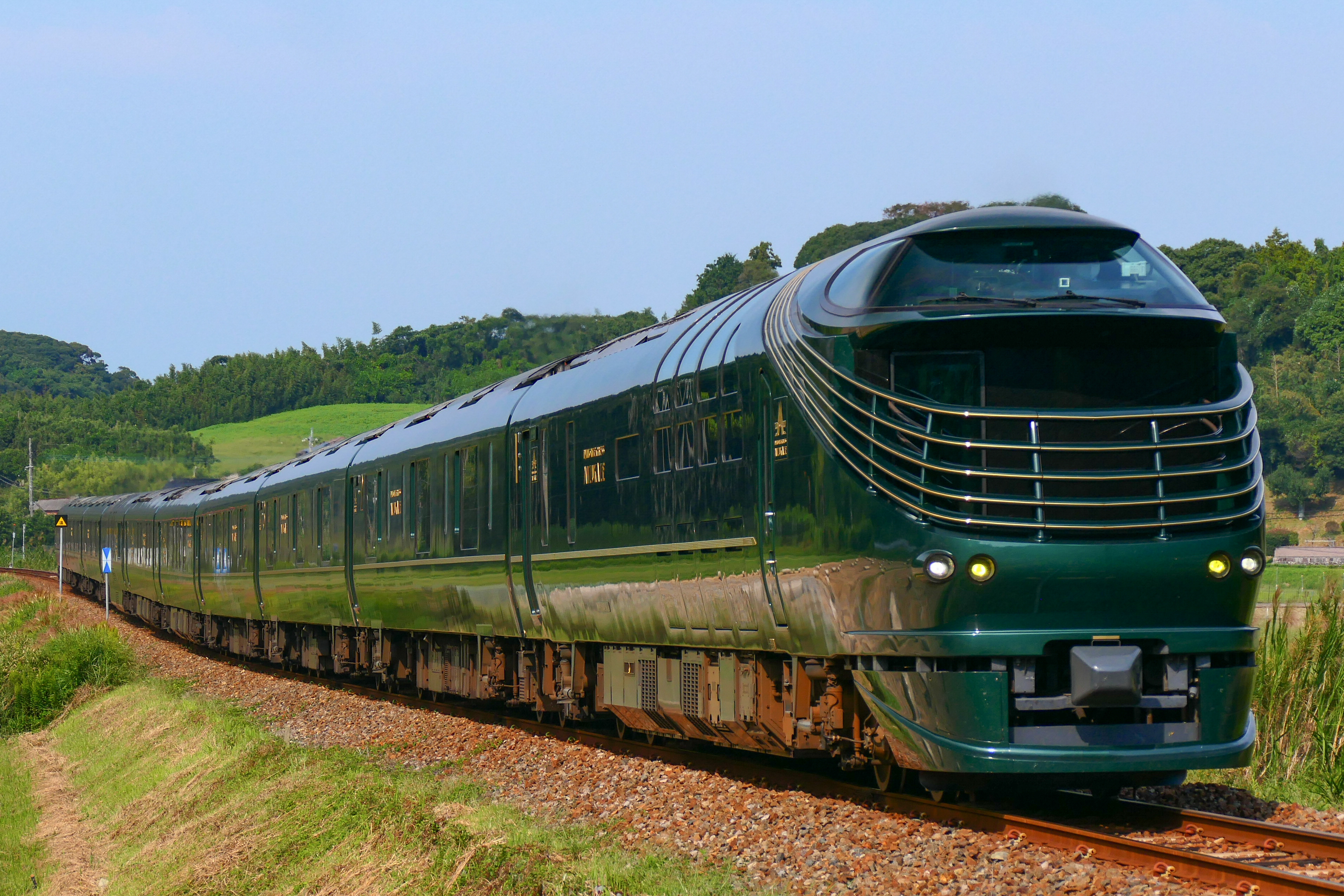
Twilight Express Mizukaze

- Twilight Express Mizukaze: Tren turístico de lujo. Uno de sus recorridos consta de dos días y una noche con salida de Osaka y Kioto y destino Shimonoseki recorriendo la Línea principal San’in y con parada intermedia en la estación de Higashi-Hagi.
- Marumaru no ha-na-shi: Tren turístico que recorre la Línea Principal Sanyō y la Línea Principal San’in desde Shin-Shimonoseki a Higashi-Hagi.
- Tren de vapor “Yamaguchi”: Operativo desde 1979, recorre la Línea de Yamaguchi entre las estaciones de Shin-Yamaguchi y Tsuwano (en Shimane). Desde 2017 consta de cinco coches, construidos especialmente para este tren, tirados por una locomotora de vapor C57 o D51.

##### Ferrocarriles Nishikigawa (de iniciativa público-privada)
- Línea Nishikigawa (Kawanishi – Nishikichō)

#### Carreteras

##### Autopistas

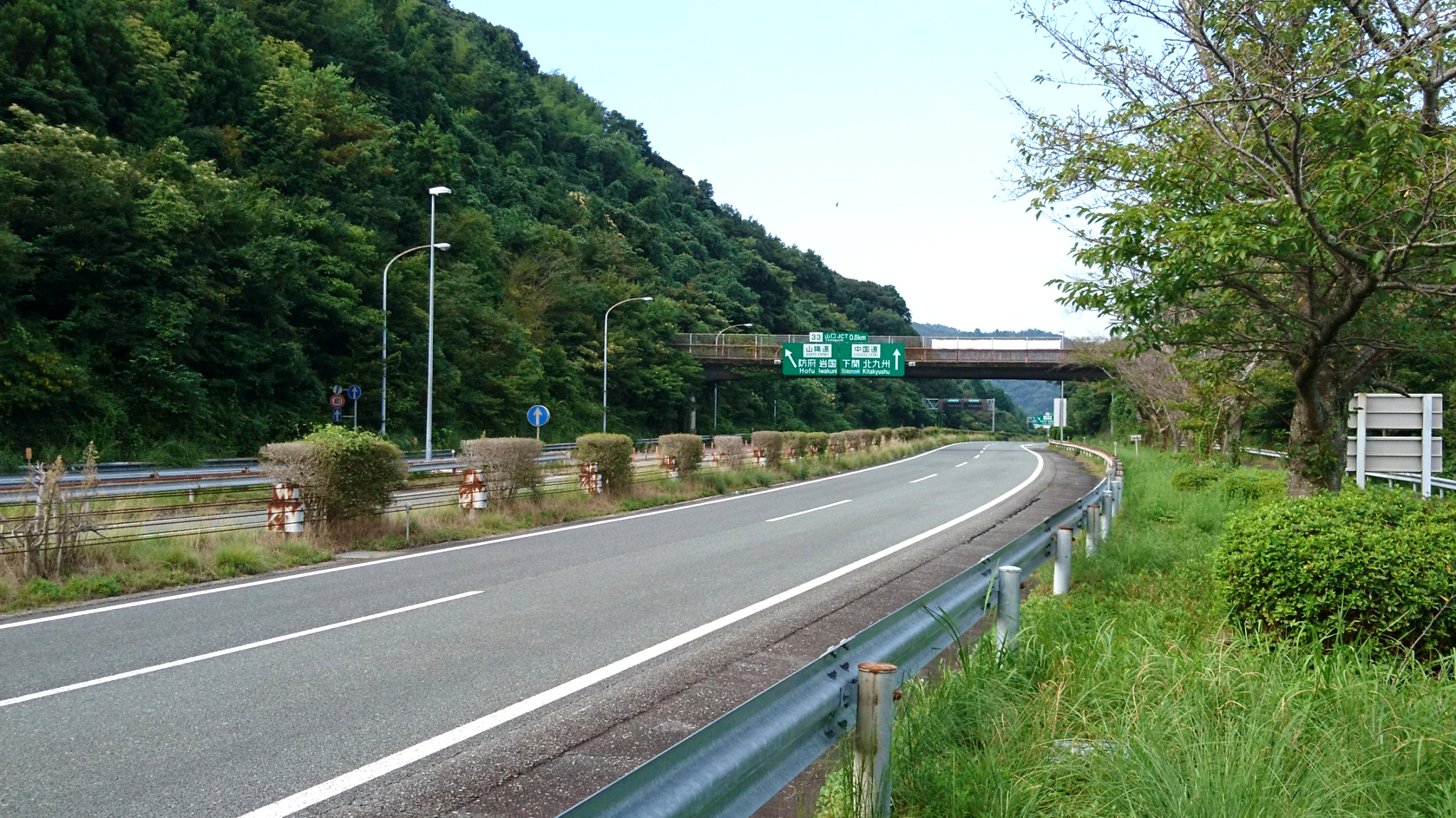
La autopista Chūgoku Expressway, a 800m del nudo vial de Yamaguchi

- Chūgoku Expressway (parte de la AH1 del Sistema de carreteras y autopistas de Asia): Kano – Shimonoseki
- San'yō Expressway (AH1): Iwakuni – Yamaguchi, Ube – Shimonoseki
- San’in Expressway
  - Hagi-Misumi Road

- Kanmon Expressway (AH1): Shimonoseki – Moji (en Kitakyūshū)

- Yamaguchi-Ube-Onoda Accessway
  - Yamaguchi-Ube Road: Asada – Ube-minami
  - Ube Coastal Road: Nishinakachō – Higashisue
- Ogori-Hagi Road: Mine-higashi – Edō

##### Rutas Nacionales

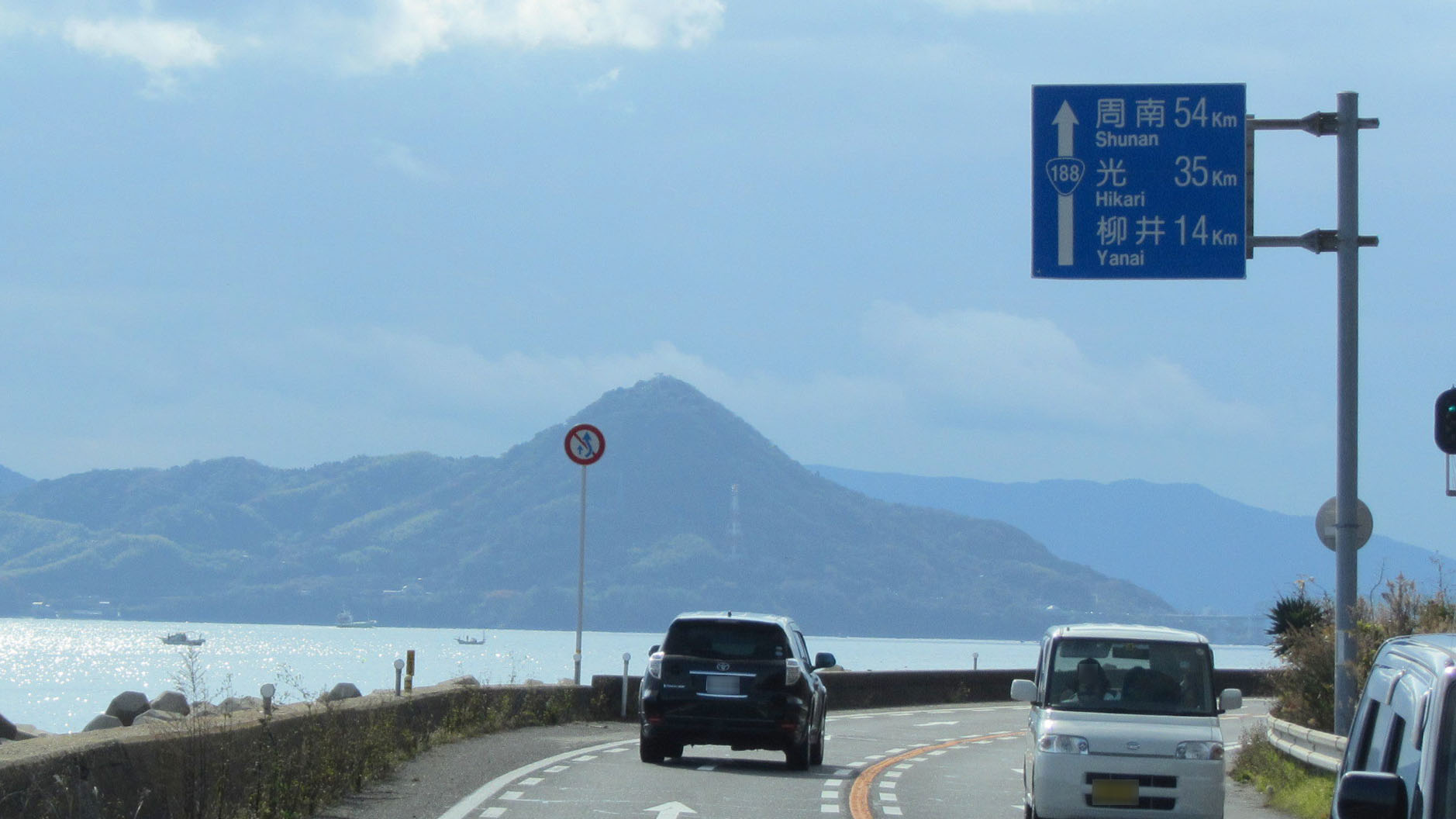
La Ruta Nacional 188 a su paso por Iwakuni

- Ruta Nacional 188（Iwakuni - Kudamatsu）
- Ruta Nacional 190（Yamaguchi – Sanyō-Onoda）
- Ruta Nacional 262（Hagi - Hōfu）
- Ruta Nacional 315（Shūnan - Hagi）
- Ruta Nacional 316（Nagato - Sanyō-Onoda）
- Ruta Nacional 376（Yamaguchi - Iwakuni）
- Ruta Nacional 435（Yamaguchi - Shimonoseki）
- Ruta Nacional 489（Shūnan - Yamaguchi）
- Ruta Nacional 490（Ube - Hagi）
- Ruta Nacional 491（Shimonoseki - Nagato）

##### Rutas Prefecturales
Discurren por la prefectura un total de 503 rutas prefecturales.

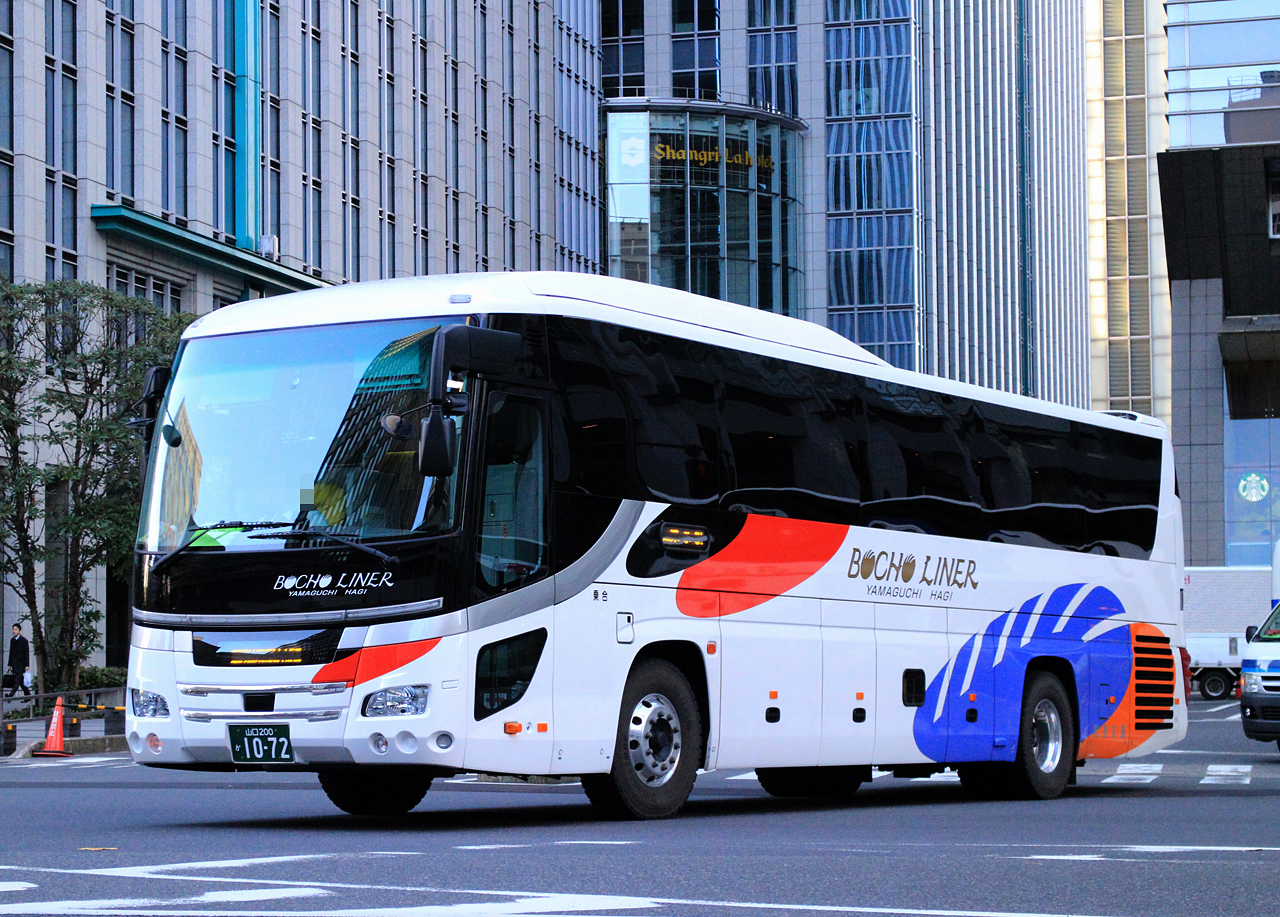
Autobús de larga distancia Yamaguchi-Tokio de la compañía Bocho Kotsu

#### Compañías de autobuses de línea regular
- Bocho Kotsu Co., Ltd.
- Chugoku JR Bus Company
- Funaki-tetsudō Bus
- Iwakuni Bus Corporation
- Sanden Kotsu Co., Ltd., y su filial Blue Line Kotsu Co., Ltd.
- Ube Bus

### Marítimo

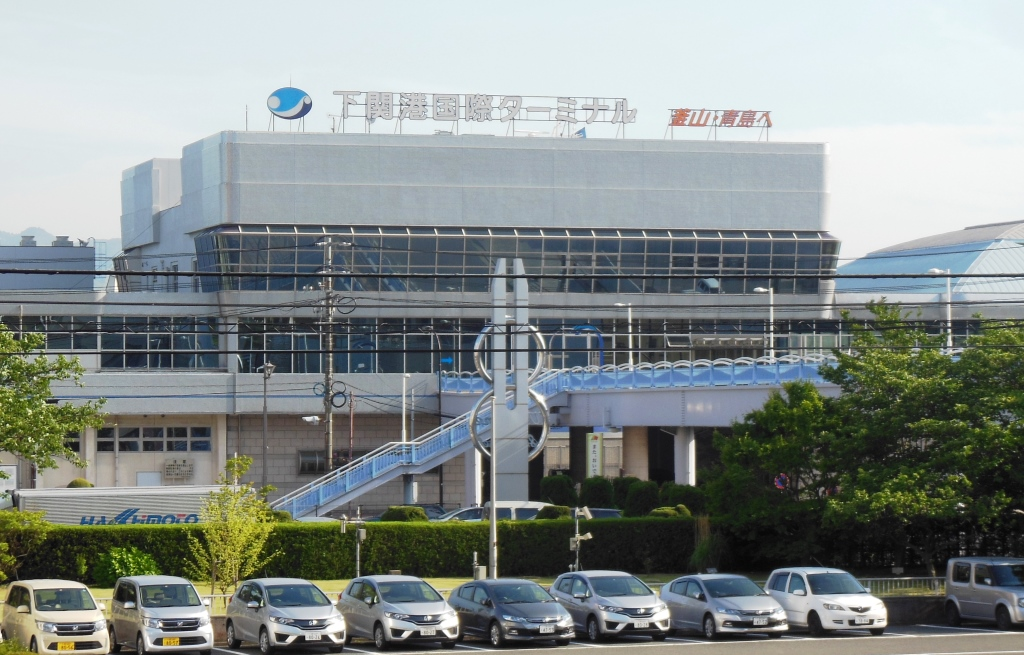
Terminal internacional del puerto de Shimonoseki

#### Puertos con conexiones internacionales
- Puerto de Shimonoseki
- Puerto de Tokuyama-Kudamatsu

#### Otros puertos principales
- Puerto de Iwakuni
- Puerto de Mitajiri-Nakanoseki (Hōfu)
- Puerto de Onoda
- Puerto de Ube

#### Rutas marítimas

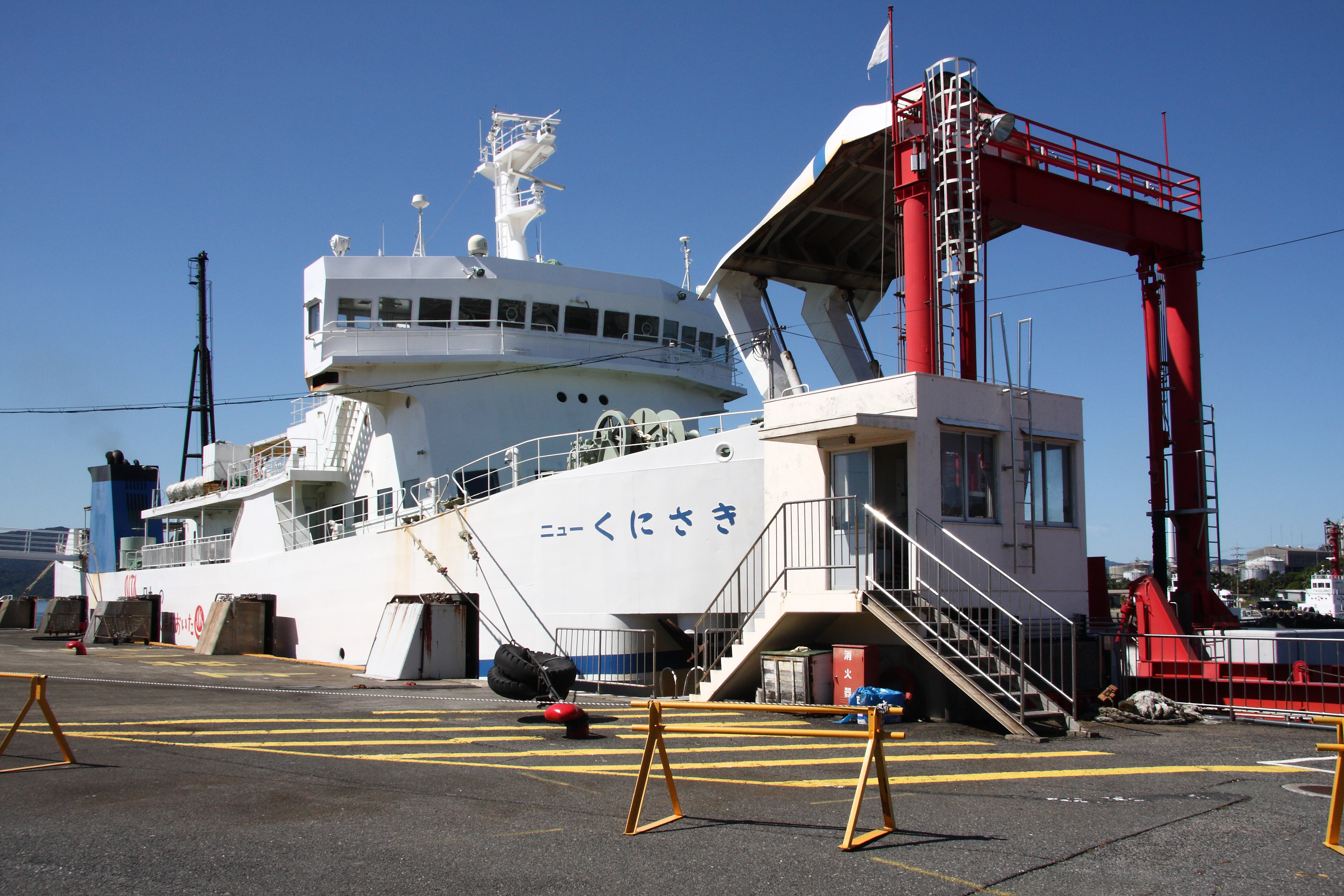
Ferry a Kunisaki (Puerto de Tokuyama)

##### Internacionales
- Kampu Ferry: Shimonoseki – Busan (Corea del Sur)
- Kōyō Ferry: Shimonoseki – Gwangyang (Corea del Sur)
- Orient Ferry: Shimonoseki – Qingdao (China)
- Suzhou Shimonoseki Ferry: Shimonoseki – Taicang (China)

##### Nacionales
- Bōyo Ferry: Yanai (puerto de Yanai) – Matsuyama (puerto de Mitsuhama)
- Suō-Ōshima-Matsuyama Ferry: Yanai (puerto de Yanai) - Suō-Ōshima (puerto de Ihota) – Matsuyama (puerto de Mitsuhama)
- Suō-Nada Ferry: Shūnan (puerto de Tokuyama) – Kunisaki (puerto de Taketazu)

### Aéreo

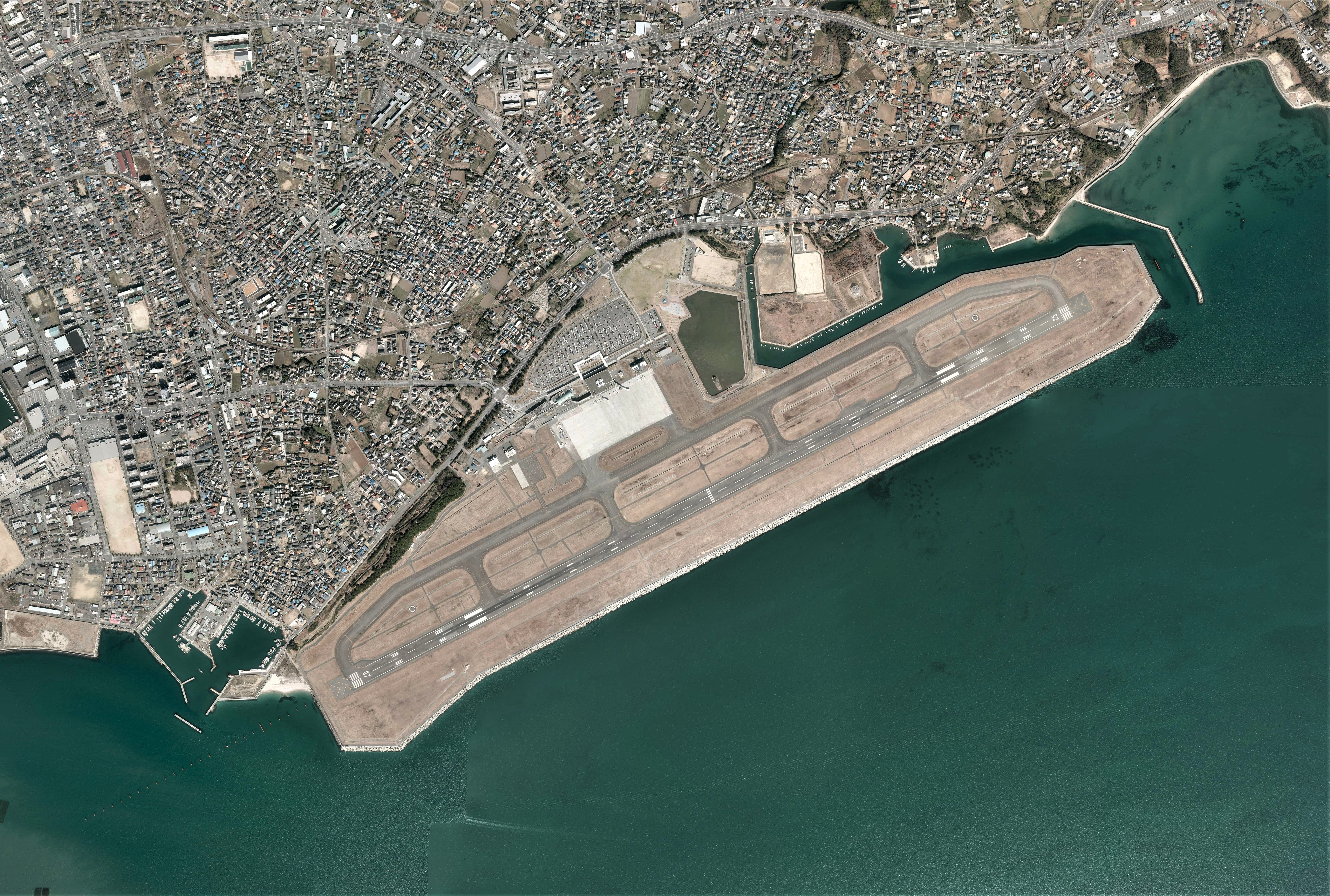
Foto aérea del aeropuerto de Yamaguchi-Ube

- Aeropuerto de Yamaguchi-Ube (Ube), en el que operan la ruta de enlace con el Aeropuerto Internacional de Tokio - Haneda las siguientes compañías:
  - Japan Airlines (JAL）)
  - All Nippon Airways (ANA）)
  - Star Flyer (SFJ）)
- Aeropuerto de Iwakuni-Kintaikyo (Iwakuni), en el que All Nippon Airways (ANA) opera servicios al Aeropuerto Internacional de Tokio - Haneda y al aeropuerto de Naha.

## Gastronomía
Atravesada por una cadena montañosa, el área norte de Yamaguchi (perteneciente al conocido en Japón como territorio San’in, que significa “cara umbría de la montaña”) está bañada por el Mar de Japón, mientras que su cara sur (denominada “San’yo”, o “cara soleada de la montaña”) se abre al Mar Interior de Seto. El resultado es una gastronomía que conjuga ingredientes de mar y de montaña en la que se dota de mucha importancia al factor estacional y al producto local.

### Pescados de la región

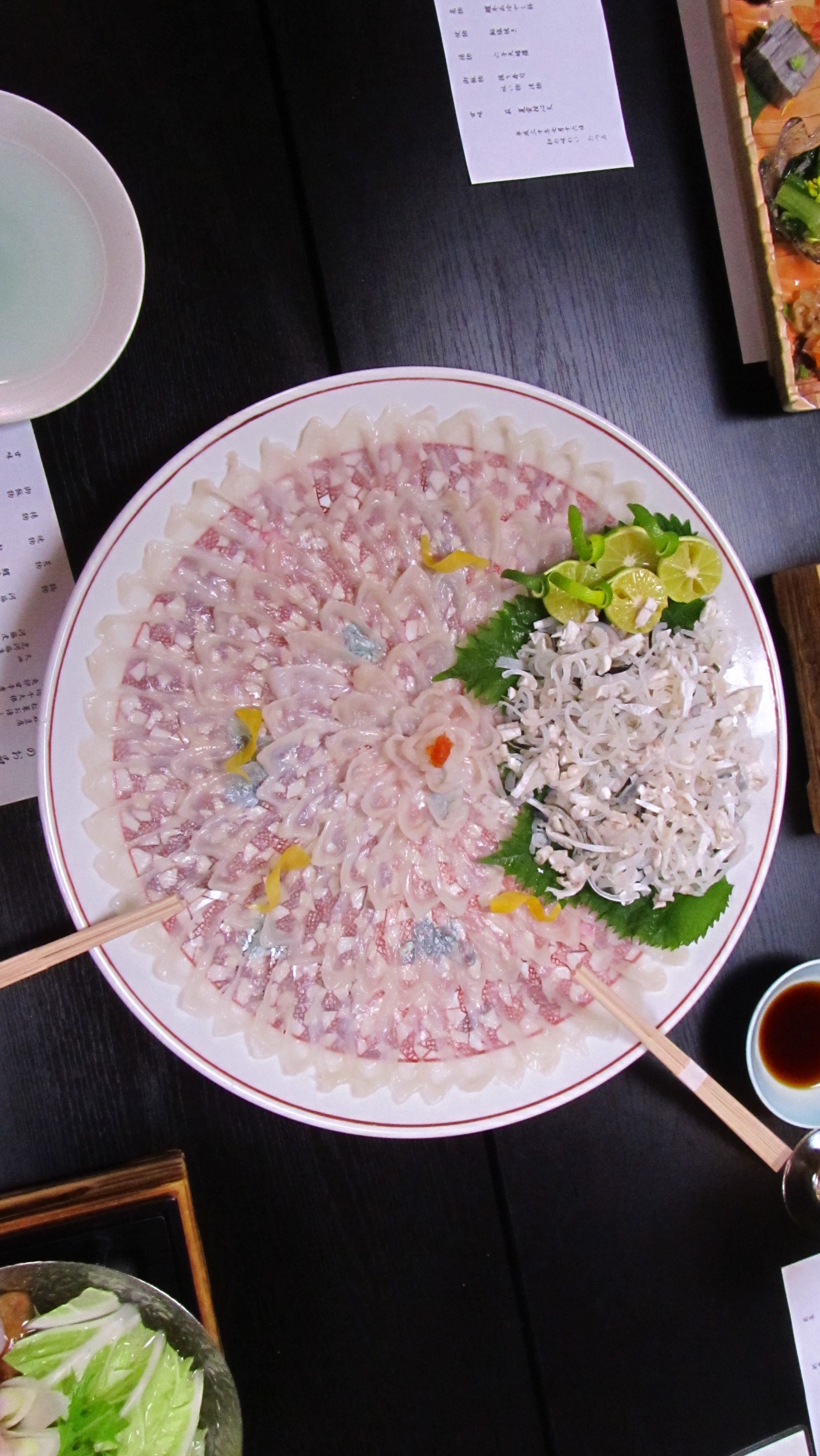
Fugu servido en sashimi, en una disposición que simula una flor de crisantemo

Especialmente en Shimonoseki, Nagato y Hagi, la industria pesquera goza de prosperidad, representando el fugu (pez globo), el rape, el jurel japonés y el calamar las principales capturas locales.
Para los japoneses, la ciudad de Shimonoseki es sinónimo de pez globo: es el producto estrella de la lonja de Karato, desde donde se distribuye tanto a restaurantes especializados en la ciudad como a restaurantes de lujo de todo Japón, donde es uno de los sabores más apreciados. A pesar de su simpática apariencia, en el hígado y los ovarios de este pez se halla contenida una poderosa toxina, lo que obliga a que los chefs que lo manipulen posean una licencia especial para garantizar la absoluta seguridad de los comensales.
El pez globo se degusta principalmente servido en sashimi en elegantes disposiciones. Preparado en finas lonchas, se come mojándolo ligeramente en una salsa de soja acompañada de cebolleta recién cortada y rábano daikon rallado mezclado con guindilla. Su carne es rica en proteína, baja en grasa y su piel tiene un contenido alto en colágeno, haciendo que su textura fibrosa, firme y elástica, sea muy diferente de la de otros pescados blancos. Otra manera de consumir el pez globo es frito en kara-age, o al vapor. También es habitual ahumar las aletas e infusionarlas en sake caliente, para darle sabor.
Adicionalmente, Hagi y Nagato destacan por su producción de alimentos procesados derivados del pescado, como el kamaboko.

### Otros productos gastronómicos locales
Conserva de erizo de mar: al preservarlo en alcohol, en una técnica originaria de la ciudad de Shimonoseki, el intenso sabor del erizo de mar se potencia. Este codiciado producto se emplea para elaborar salsas o aderezar arroz blanco.

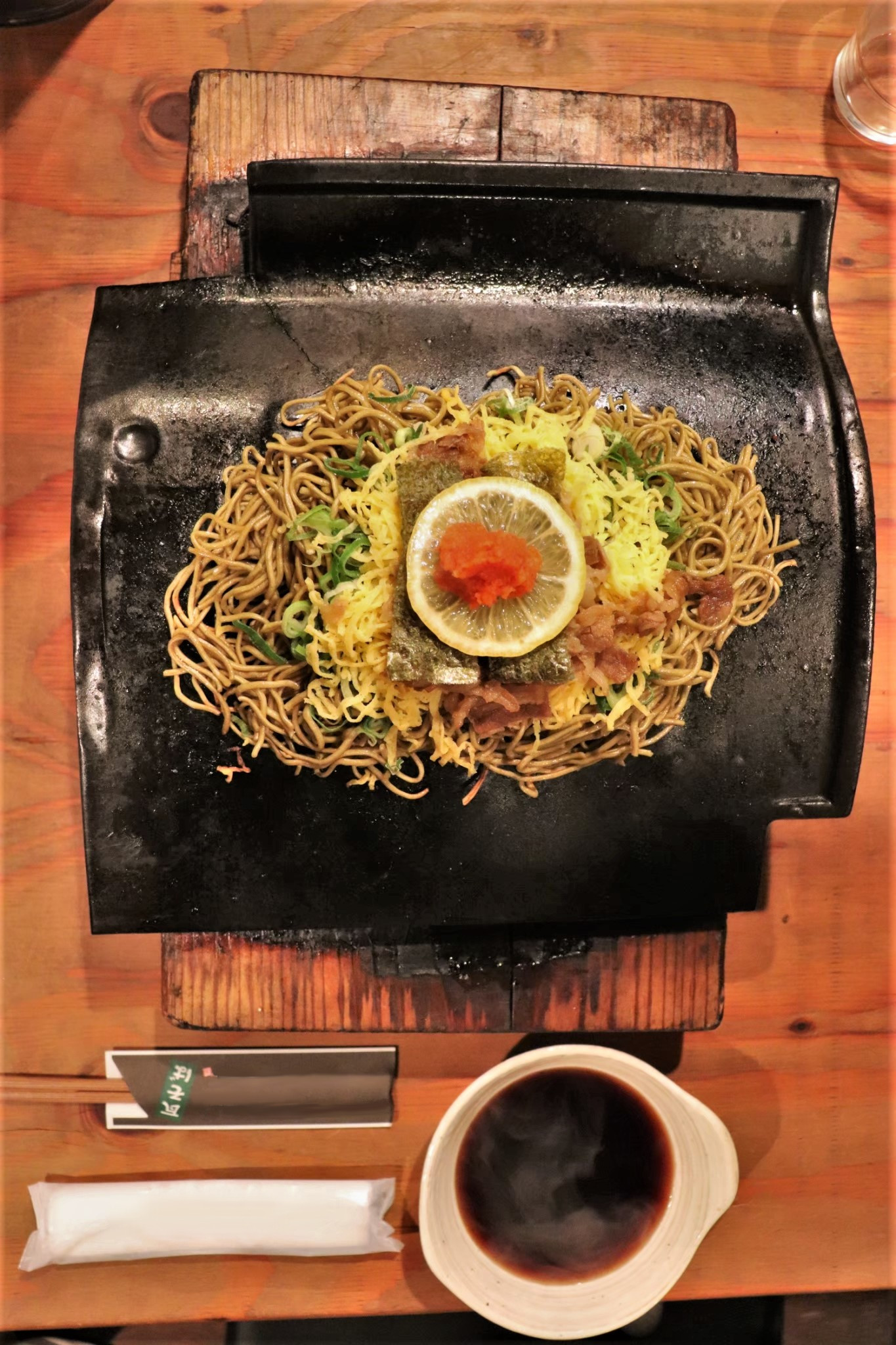
Kawarasoba, fideos fritos servidos sobre una teja candente

“Kawara-soba”: originario del distrito de Kawatana-onsen, en Shimonoseki, es uno de los platos regionales más originales y coloridos de Japón. Consiste en una combinación de fideos de té servidos con finas tiras de carne de cerdo, tiras de tortilla japonesa y alga nori y que se comen mojados en una sabrosa salsa. Cocinado tradicionalmente sobre una teja en sustitución de una plancha– se dice que su origen está en la comida que se preparaban in situ y sin útiles de cocina los soldados que lucharon contra las fuerzas del gobierno Meiji durante la Rebelión de Satsuma – el comensal también lo degusta sobre la misma. Conforme los fideos se mantengan sobre la teja, se comenzarán a tostar, adquiriendo una textura crujiente.
Natsumikan: variedad de naranja amarga que se emplea para elaborar y aromatizar todo tipo de dulces. Uno de los más celebrados es el “natsumikan-maruzuke”, una naranja entera confitada y rellena de pasta dulce de anko.
Pollo “Choshu Kurokashiwa”: elegante raza aviar de plumaje negro, designada como especie protegida del Japón. Presente desde tiempos antiguos en Yamaguchi y la vecina Shimane, donde incluso se encuentra asociada a las divinidades sintoístas locales. Hoy en día, y fruto de una cuidadosa selección, su jugosa carne goza de una alta demanda.
Sushi de Iwakuni: este plato se elabora con arroz de sushi (aderezado con vinagre) sobre el que se colocan, por capas, diversos ingredientes, como setas shiitake, huevas de pescado, raíz de loto (Iwakuni es una de las principales regiones productoras del país) y tiras de tortilla japonesa, y se presionan dentro de un gran molde de madera, siguiendo una antigua técnica de conservación.
Té verde de la región de Ono (Ono-cha): cultivado en terreno compuesto por arena y arcilla, lo que confiere a su infusión de un sabor intenso, con componentes dulces, amargos y astringentes, y un color ligeramente amarillo. También se utiliza elaborar dulces.
Uirō: dulce tradicional japonés representativo de la ciudad de Yamaguchi, similar al yōkan, elaborado a partir de warabi (almidón extraído de una variedad de helecho) y azúcar, mezclado con agua y cocido al vapor en un molde. A la mezcla original se le puede añadir judía dulce azuki o té verde matcha. Es un postre translúcido, de textura suave y similar a la gelatina que se suele servir acompañando el té verde, y que se elabora en la ciudad de Yamaguchi desde al menos comienzos de la época Edo.
Yume Hoppe: cítrico similar a la mandarina de la variedad híbrida “Setomi”, desarrollada en la prefectura de Yamaguchi, y comercializada como “Yume Hoppe” únicamente para las piezas de mayor dulzor.

### Sake de la prefectura de Yamaguchi
Yamaguchi es el único caso del país en el que en la última década la producción de sake no ha cesado de incrementarse. Gracias a la intensa competencia entre bodegas para refinar la calidad y reforzar su marca, el sake de Yamaguchi está atrayendo atención nacional e internacionalmente.

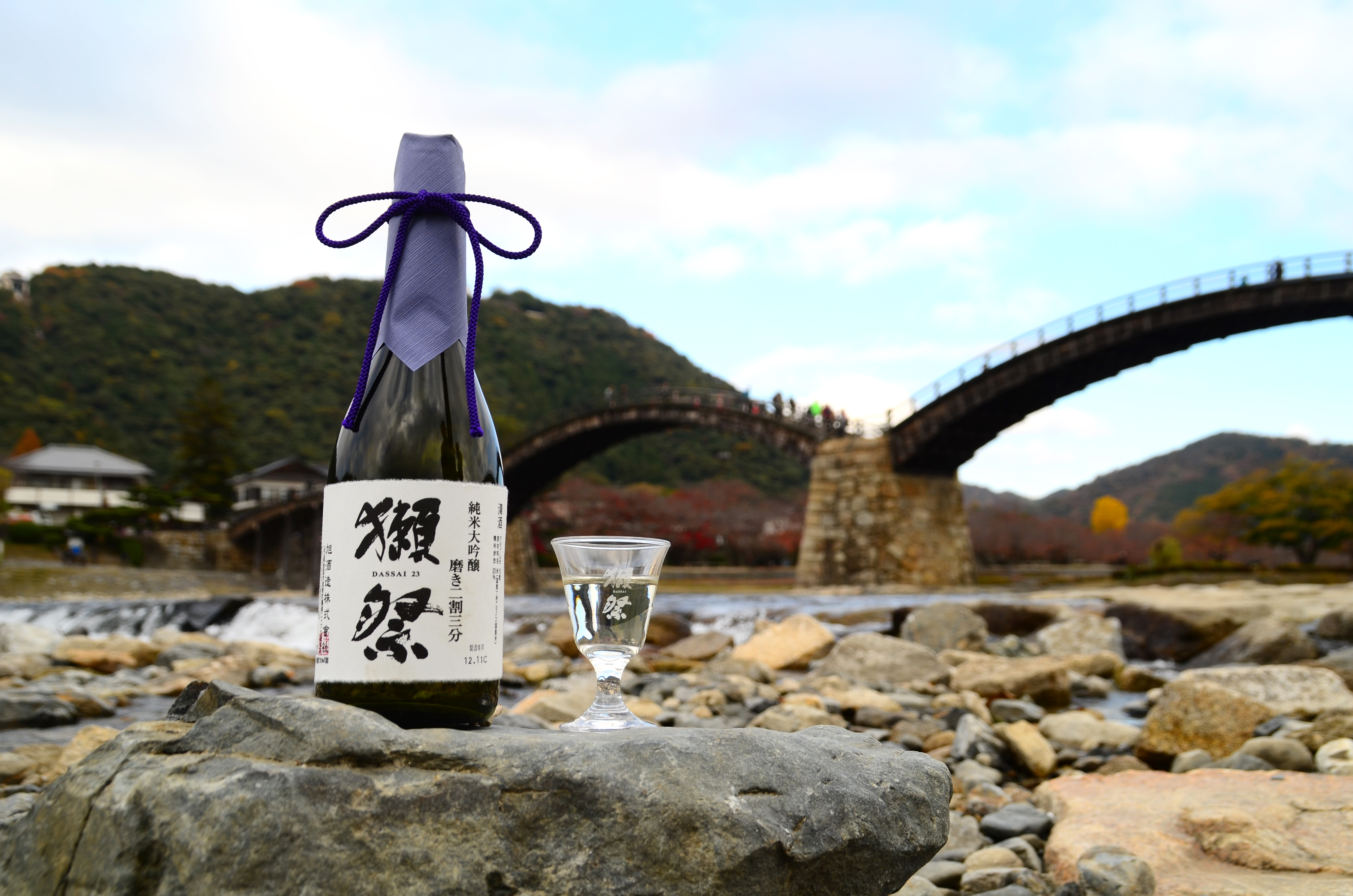
Botella y copa de Dassai 23 ante el puente Kintai

Entre las numerosas variedades de la región destaca “Dassai 23”, un apreciado sake de sabor afrutado de la bodega Asahi Shuzō en Iwakuni. Su alta popularidad justifica que posea su propio sake bar tanto en el exclusivo distrito de Ginza en Tokio como en París, que abrió en colaboración con el prestigioso chef Joël Robuchon. “Dassai 23” está elaborado empleando únicamente el corazón de cada grano de arroz, para lo cual el exterior se pule hasta dejar únicamente el 23% del mismo, de ahí su nombre. La marca atrajo atención internacional cuando el entonces primer ministro japonés, Shinzō Abe, regaló una botella a su homólogo estadounidense Barack Obama.

## Artesanía local
Tres artesanías locales de Yamaguchi cuentan con la designación de "Artesanía Tradicional del Japón" por parte del Ministerio de Economía e Industria.
- Cerámica de Hagi
- Lacado “Ōuchi”
- Piedras para tinta china de Akama

## Turismo
El número total anual de turistas que visitaron en 2019 los diferentes municipios de la prefectura de Yamaguchi fue de 3.601.300, según las estadísticas de la prefectura de Yamaguchi, un descenso del 0,8%, mientras que el número de pernoctaciones fue de 3.762.000, un descenso del 13,6% respecto del año anterior, lo que se puede achacar a la ausencia de grandes eventos ese año.
En cuanto al número de turistas por ciudades, la ciudad de Shimonoseki recibió el mayor número de visitantes con 7.112.699 (101,6% respecto del año anterior), seguida de la ciudad de Yamaguchi con 5.156.337 (84,3%), la ciudad de Hagi con 4.506.575 (99,1%), la ciudad de Iwakuni con 3.223.578 (102,3%) y la ciudad de Nagato con 2.410.986 (95%).
El número de turistas extranjeros disminuyó un 22%, hasta 357.000, y el de sus pernoctaciones en un 14,9%, hasta 104.000. Este descenso se estima que estuvo condicionado por el difícil momento por el que pasaban las relaciones diplomáticas entre Japón y Corea del Sur. El número de turistas procedentes de China continental fue 85.000 (23,8% del total), seguido de 83.000 turistas (23,2%) de Corea del Sur, 63.000 (17,6%) de Taiwán y 25.000 (6,9%) de Estados Unidos.
En cuanto al turismo interno, la mayor parte de visitas procedieron de la misma prefectura, con 21.242.000 (59%), seguidas de las visitas por parte de habitantes de la región de Chūgoku, con 4.214.000 (11,7%); las regiones de Kyūshū y Okinawa, con 3.952.000 millones (11%); la región de Kantō, con 1.894.000 (5,3%); Kinki, con 1.636.000 (4,5%); Chūbu, con 797.000 (2,2%), y finalmente Hokkaidō y Tōhoku, con 245.000 (0,7%).
La estación de año con mayor afluencia de visitas fue la primavera (marzo a mayo), con 9.896.000, seguida del verano (junio a agosto), con 9.612.000, el otoño (septiembre a noviembre), con 9.535.000 y finalmente el invierno (diciembre a febrero), con 6.970.000.

### Patrimonio histórico de la prefectura

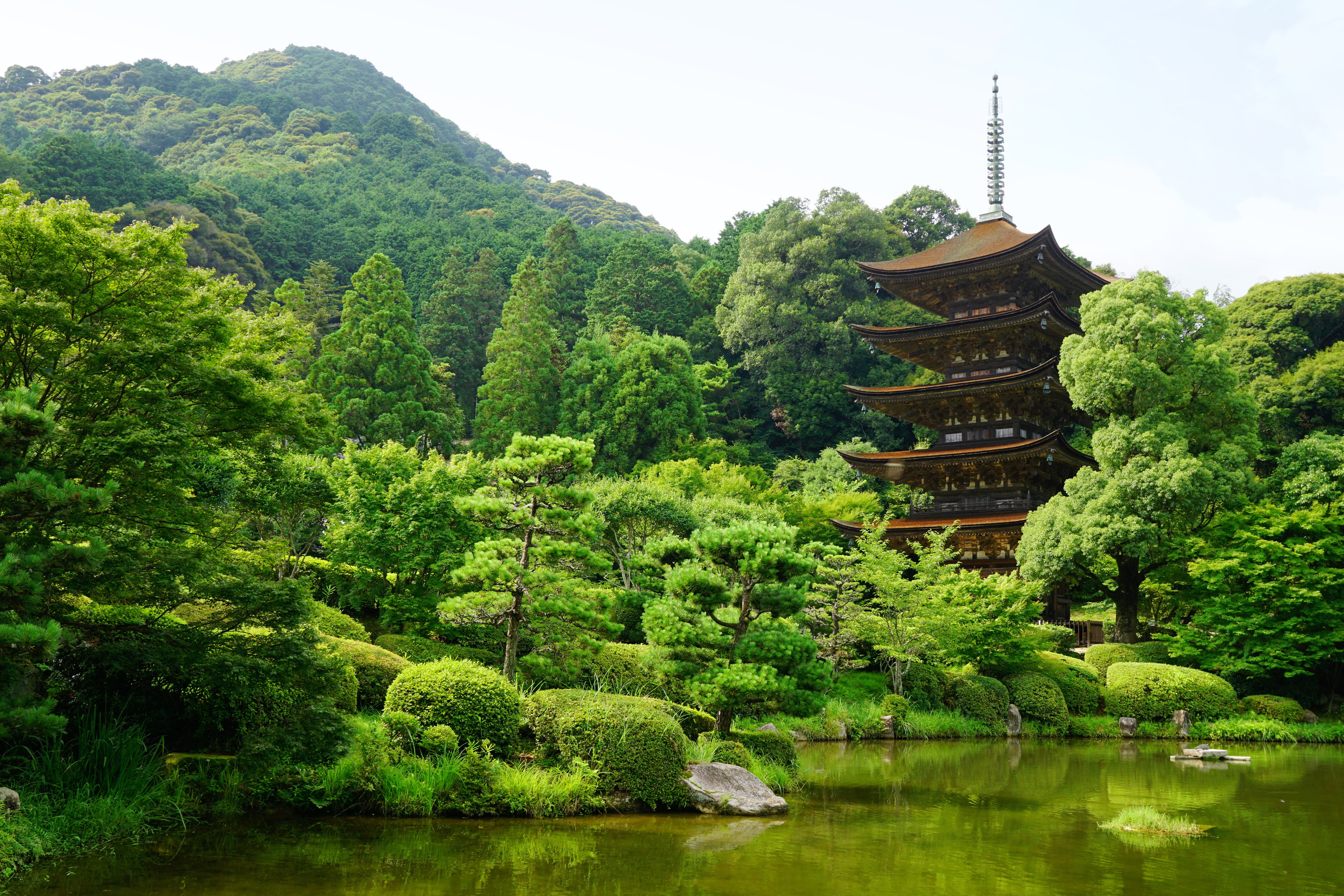
Pagoda del templo Rurikōji, Tesoro Nacional del Japón

### Principales enclaves turísticos de la prefectura

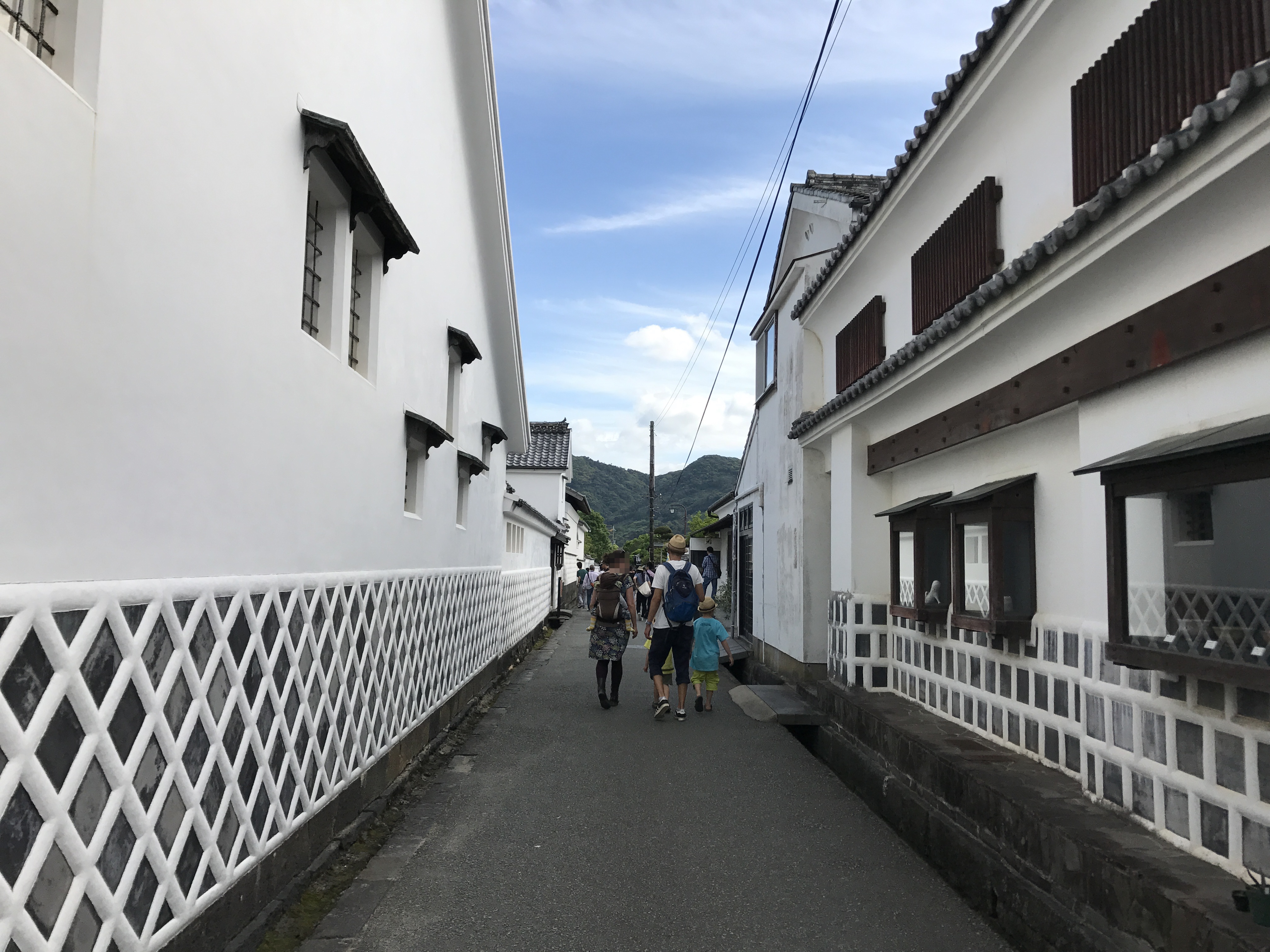
Callejuela de Kikuya, ciudad castillo de Hagi

#### Hōfu

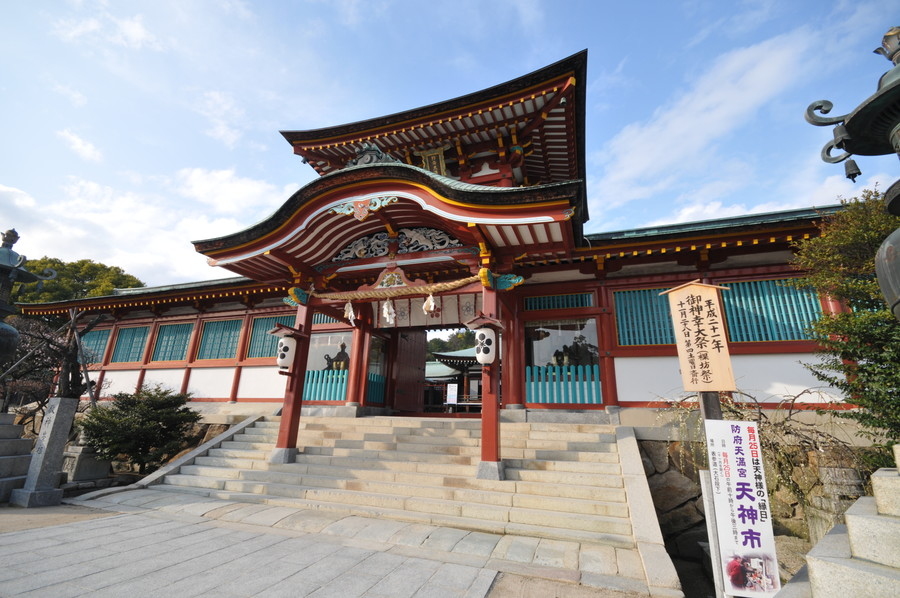
Santuario Tenmangu, Hōfu

#### Mine

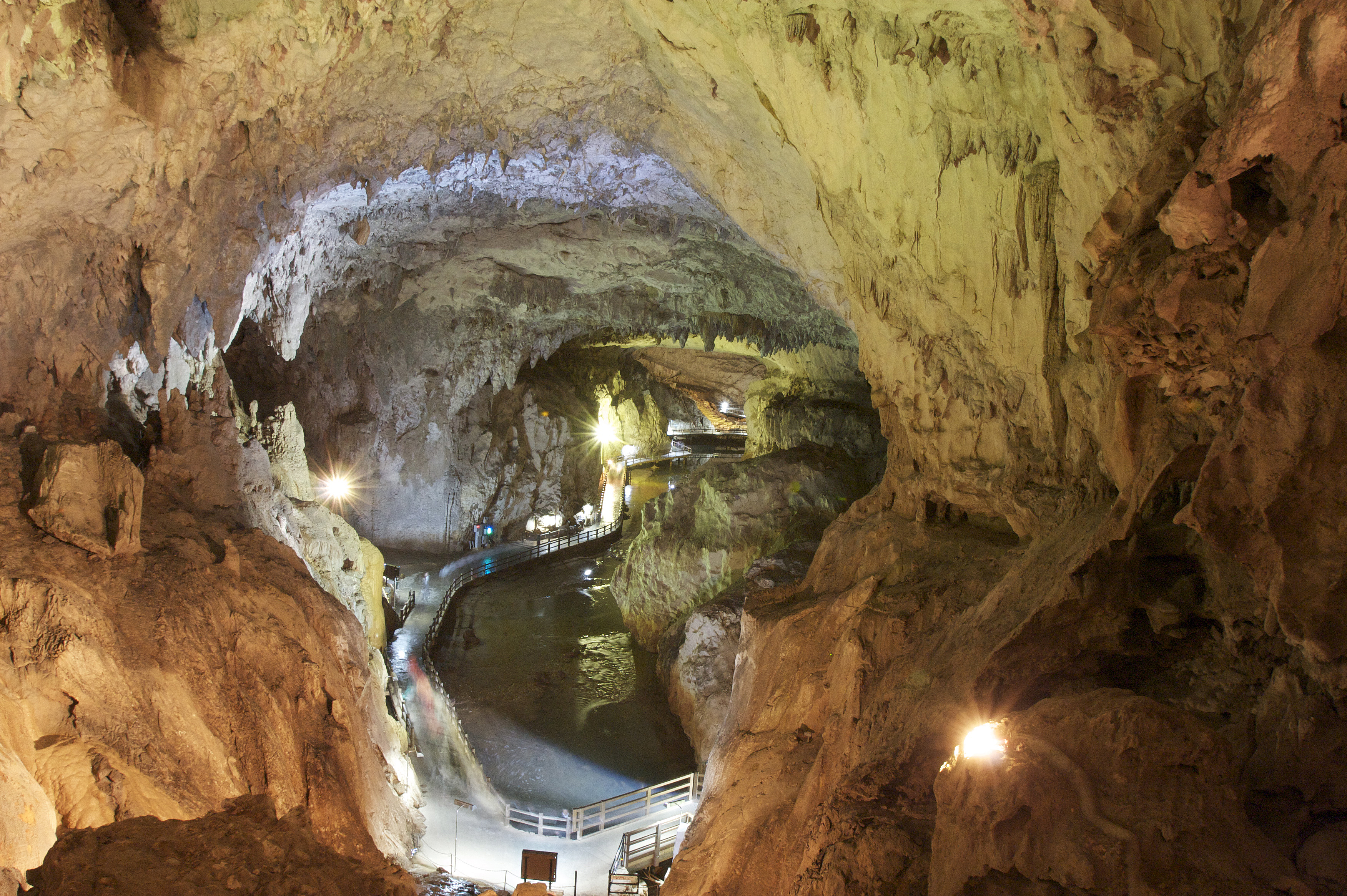
Cuevas de Akiyoshidō

#### Nagato

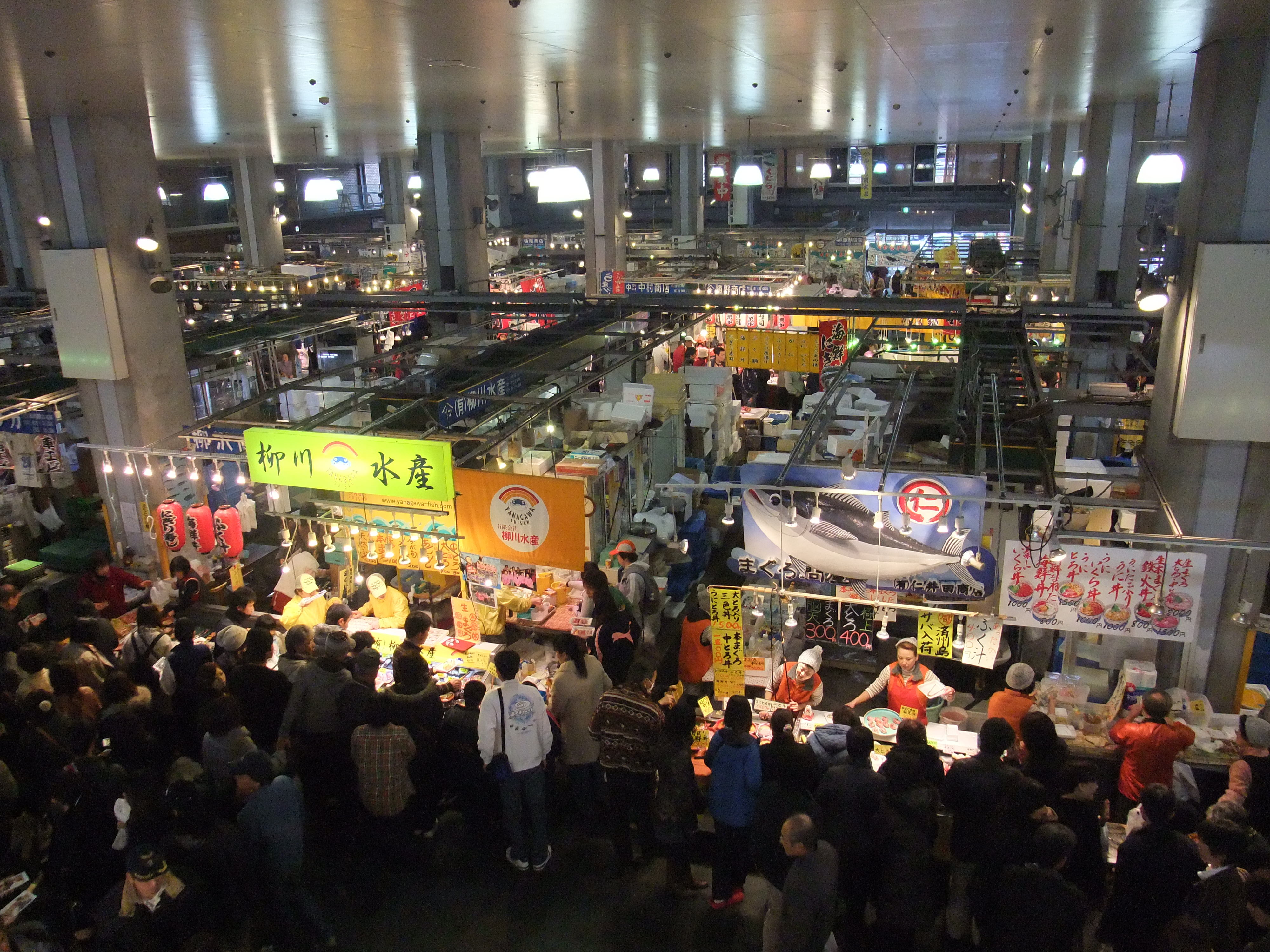
Lonja de Karato, Shimonoseki

#### Yanai

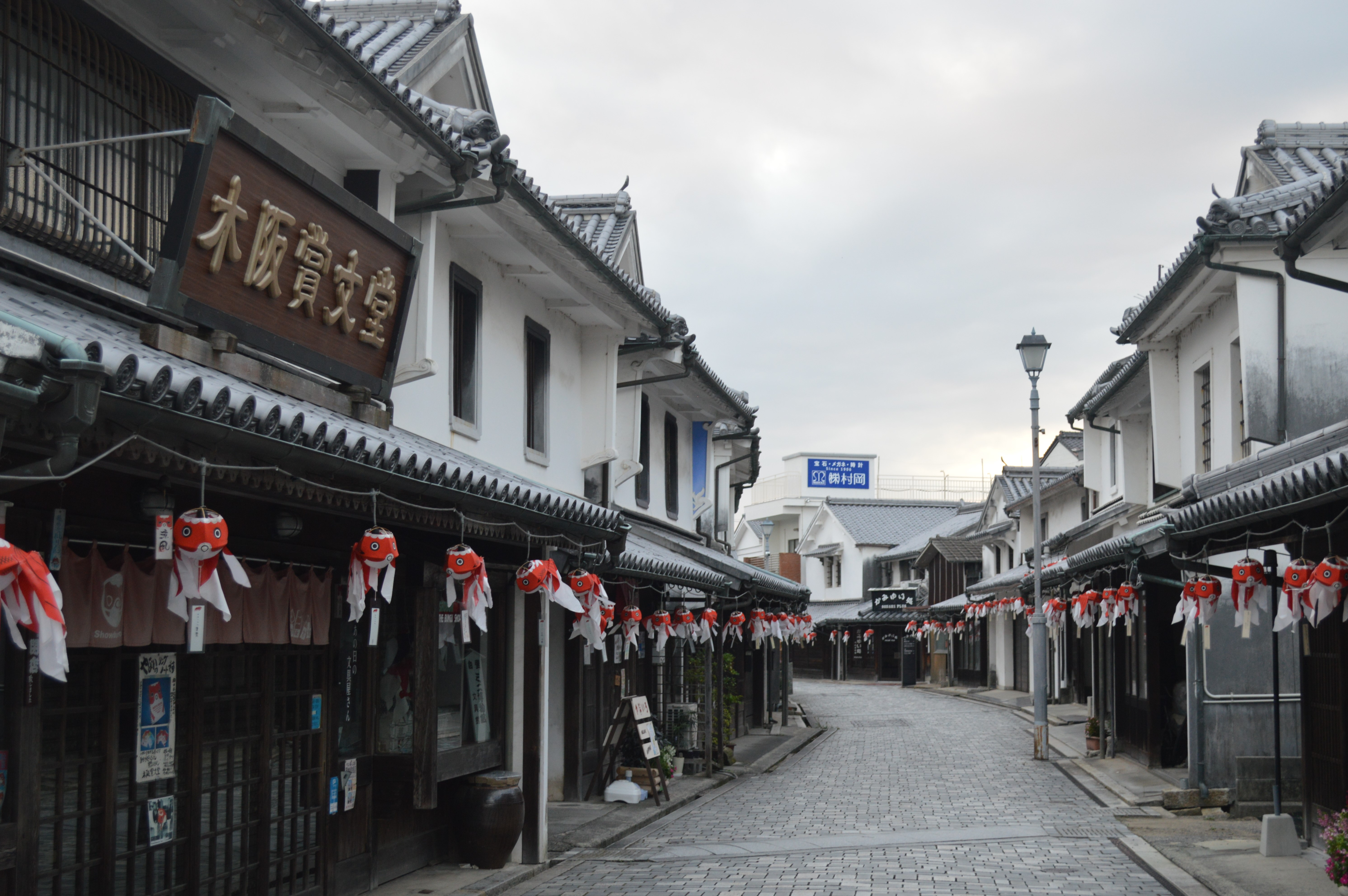
Distrito de Furuichi-Kanaya, Yanai)